# Mauritshuis
Het Mauritshuis (officieel Koninklijk Kabinet van Schilderijen Mauritshuis) in Den Haag is sinds 1822 een museum met een wereldberoemde collectie Nederlandse en Vlaamse schilderkunst uit vooral de zeventiende eeuw. Tot de vaste collectie behoren onder meer Meisje met de parel en Gezicht op Delft van Johannes Vermeer, "Soo voer gesongen, soo na gepepen" van Jan Steen, De stier van Paulus Potter en De anatomische les van Dr. Nicolaes Tulp van Rembrandt van Rijn.
Het Mauritshuis is oorspronkelijk een stadspaleis, gebouwd voor Johan Maurits prins van Nassau-Siegen in de eerste helft van de zeventiende eeuw. De architectuur van het gebouw, ontworpen door de schilder-architect Jacob van Campen, is vele malen nagevolgd. Het gebouw aan de Hofvijver is eigendom van de Nederlandse staat en behoort tot de 'Top 100 van de Rijksdienst voor de Monumentenzorg' uit 1990.

## Gebouw

### Bouw

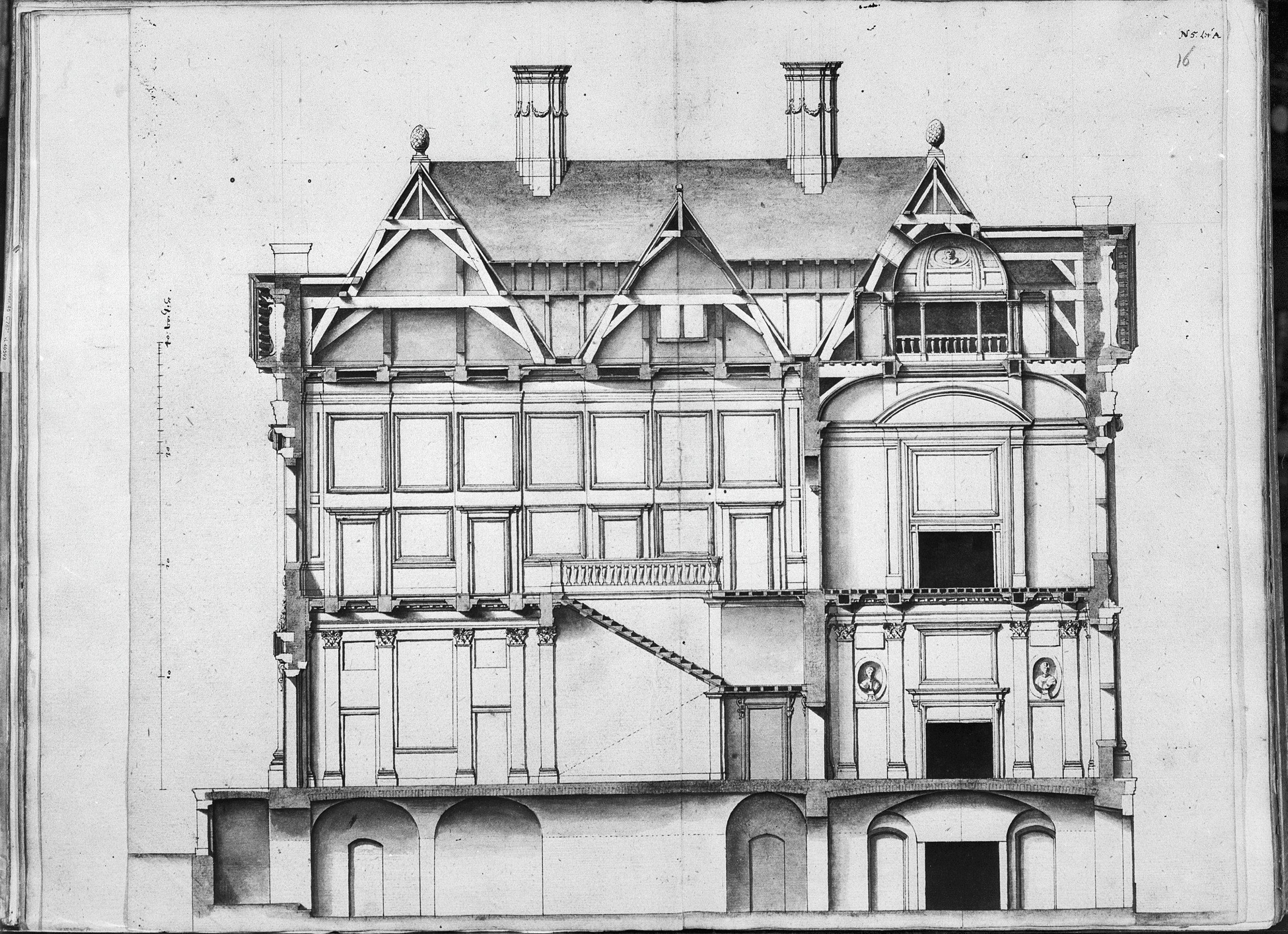
Dwarsdoorsnede, vervaardiging Pieter Post

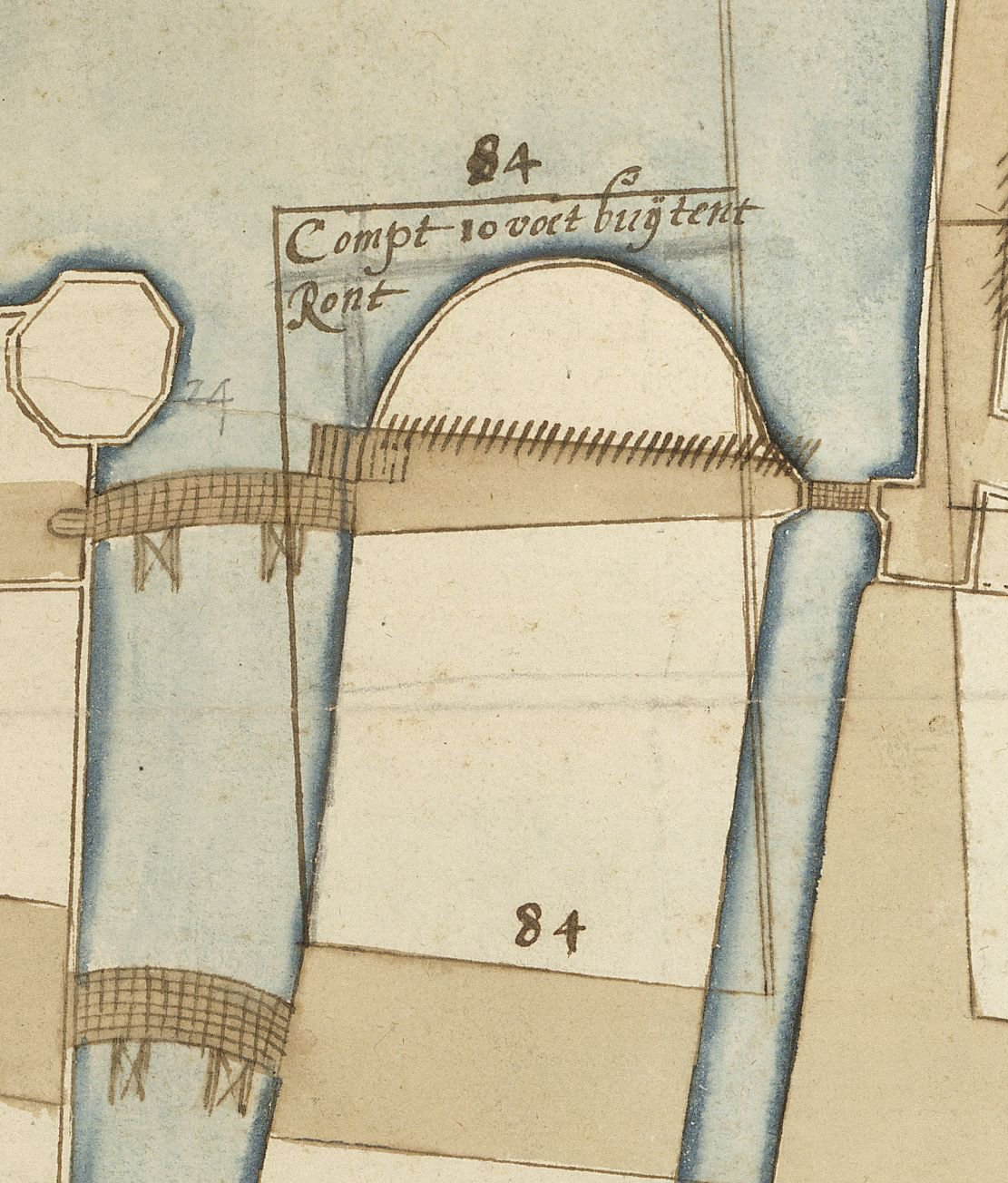
Intekening Mauritshuis in de toenmalige situatie met de te verplaatsen brug

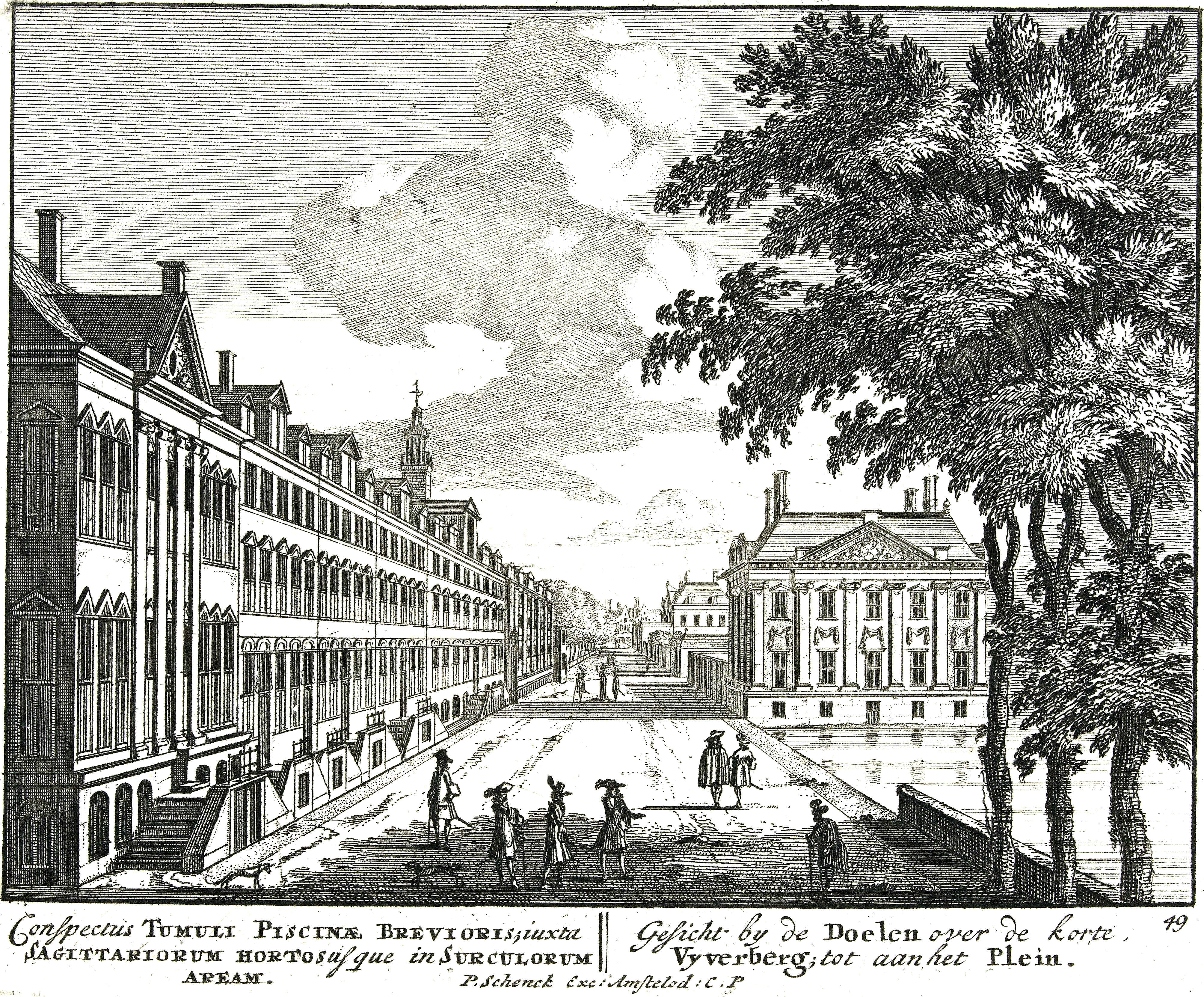
Het Mauritshuis rond 1700 met verder op de achtergrond het in zelfde stijl gebouwde Huygenshuis

De opdrachtgever of bouwheer was Johan Maurits van Nassau-Siegen, in die tijd officier in het Staatse leger, de latere gouverneur-generaal van Nederlands-Brazilië. Dit voormalig stadspaleis werd gebouwd tussen 1633 en 1644 en is ontworpen door Jacob van Campen en zijn assistent Pieter Post. Van Campen liet de bouw over aan Post. De bouw duurde onder meer zo lang omdat Johan Maurits in 1636 voor een periode van ruim zeven jaar naar Brazilië ging en er daarom geen haast was. Een ander probleem was de brug, die op de plaats van het huidige gebouw zat. Deze mocht niet worden afgebroken voordat er een nieuwe brug was gebouwd met een nieuwe poort naar het Binnenhof, de huidige Mauritspoort.
Het pand werd door Johan Maurits gebouwd uit de opbrengsten van zijn inkomsten als gouverneur-generaal van Nederlands-Brazilië. Een belangrijke inkomstenbron voor de West-Indische Compagnie aldaar was de suikerriethandel, die door Johan Maurits gefaciliteerd en uitgebreid werd door een vaste slavenroute te bewerkstelligen tussen Afrika en de WIC-kolonie. Vanwege de lichtgekleurde gevelstenen en zijn feitelijke inkomsten via de suikerrietteelt werd het stadspaleis ook wel smalend het Suikerhuis genoemd.

### Bouwstijl
Het vierkante gebouw is in Hollands-classicistische stijl en staat bovengronds op een hoge sokkel. De gevel heeft een kroonlijst, aan elke zijde gedragen door een kolossaalorde van Ionische zuilen met de bekende krul in het kapiteel. Het ingezwenkte dak en het gebruik van baksteen is typisch Hollands. Doordat het van natuursteen voorziene middengedeelte iets uitsteekt (een zogenoemde risaliet), lijkt het op een Romeinse tempel. Deze bouwstijl werd vaak gebruikt door aanhangers van Renaissance-idealen. Boven de ramen bevinden zich guirlandes en aan de voor- en achterzijde bevindt zich een fronton, aan de voorzijde voorzien van het familiewapen, aan de achterzijde een in reliëf gebeeldhouwd strijdtoneel van Pieter Adriaensz. 't Hooft.

### Interieur
Het huis werd ingedeeld met op twee verdiepingen aan de linker- en rechterzijde een appartement. Aan de achterzijde, uitkijkend op de Hofvijver kwam op de begane grond en de eerste verdieping een grote zaal. Oorspronkelijk bevatte de zaal bovenin een koepel.
Voordat Johan Maurits uit Brazilië terugkwam had hij al tropisch hout naar Den Haag gestuurd voor het trappenhuis. Zelf nam hij kostbaarheden mee zoals huiden, Indiaanse wapens, koralen, opgezette dieren en schilderijen met Braziliaanse onderwerpen (slaven, planten, dorpen). Deze werden in de vestibule en het trappenhuis gehangen.
Familieportretten kwamen in de grote zaal aan de achterkant van het huis. In de hal op de eerste verdieping hing hij portretten van leden van koningshuizen. Zijn slaap- en werkkamer waren op de eerste verdieping links uitkijkend op de hofvijver. In zijn werkkamer hingen schilderijen over de onafhankelijkheidsstrijd van de Republiek der Zeven Verenigde Nederlanden. In zijn slaapkamer stond een borstbeeld van vorst Frederik Willem I van Brandenburg, zijn werkgever als stadhouder van Kleef.

### Tuin
Het Mauritshuis beschikte aan de voorzijde over een overtuin, die doorliep tot het Huygenshuis en de hoek omliep langs de toenmalige hofgracht. Het stuk grond Aeckerlandt off Reygersborch werd met het octrooi der Staten van 25 februari 1636 aan het Mauritshuis in bruikleen gegeven, mits het onbebouwd en onderhouden bleef.
De tuin werd ontworpen door Maurits Post. Daarin bevonden zich een paviljoen, een uitzichtpunt op een kunstmatige heuvel en verschillende standbeelden. Vanuit het Mauritshuis was de tuin door een ondergrondse gang onder de weg door bereikbaar. In 1808 werd deze onderdoorgang vanwege achterstallig onderhoud buiten gebruik gesteld en gedicht. De tuin is in de negentiende eeuw bebouwd met het pand voor het Ministerie van Koloniën, het gebouw van de Hoge Raad en de daarvoor in de plaats gekomen uitbreiding van de Tweede Kamer.

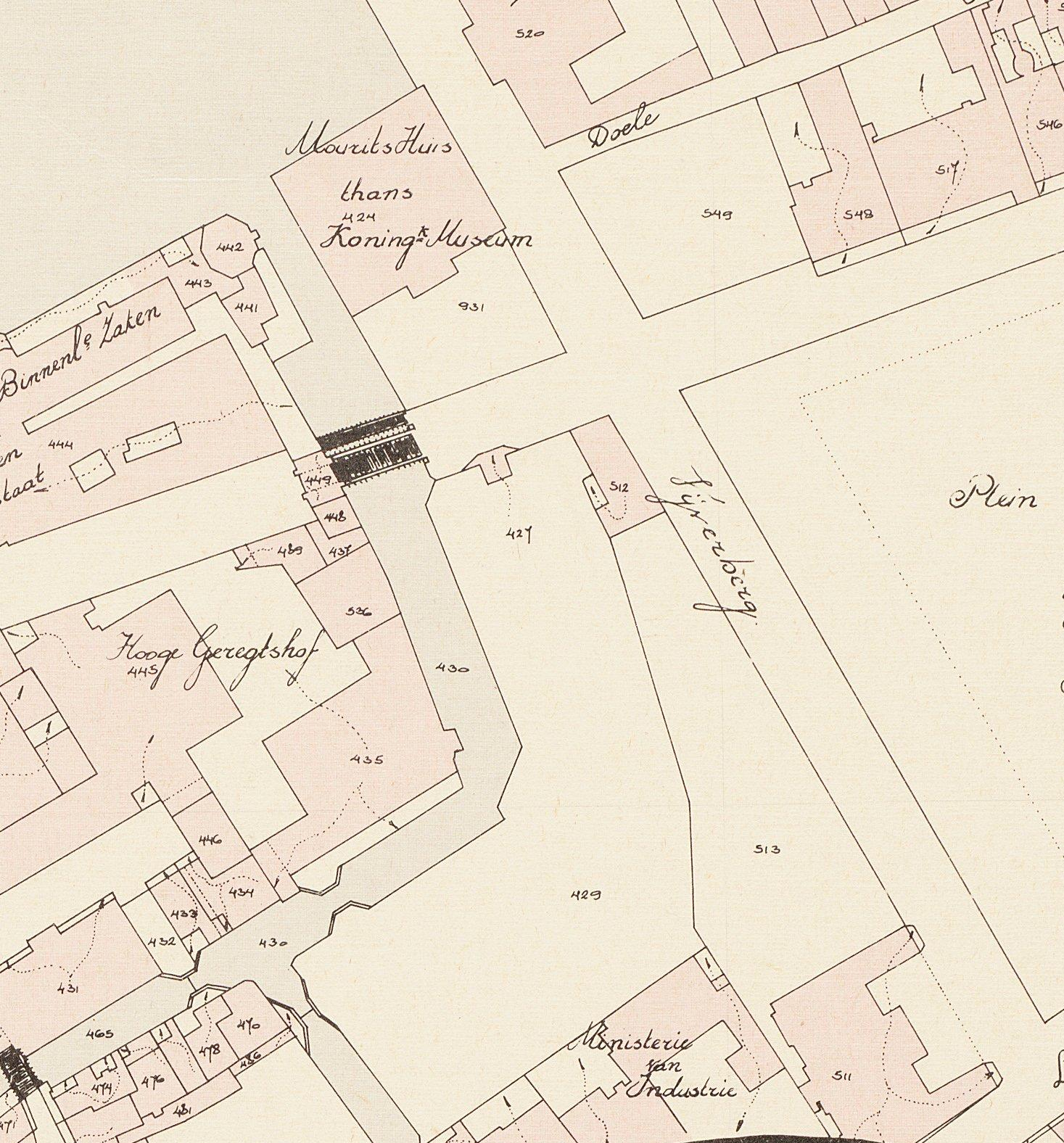
Kaart uit 1831 van de omgeving van het Binnenhof. Percelen 427 en 429 zijn de overtuin
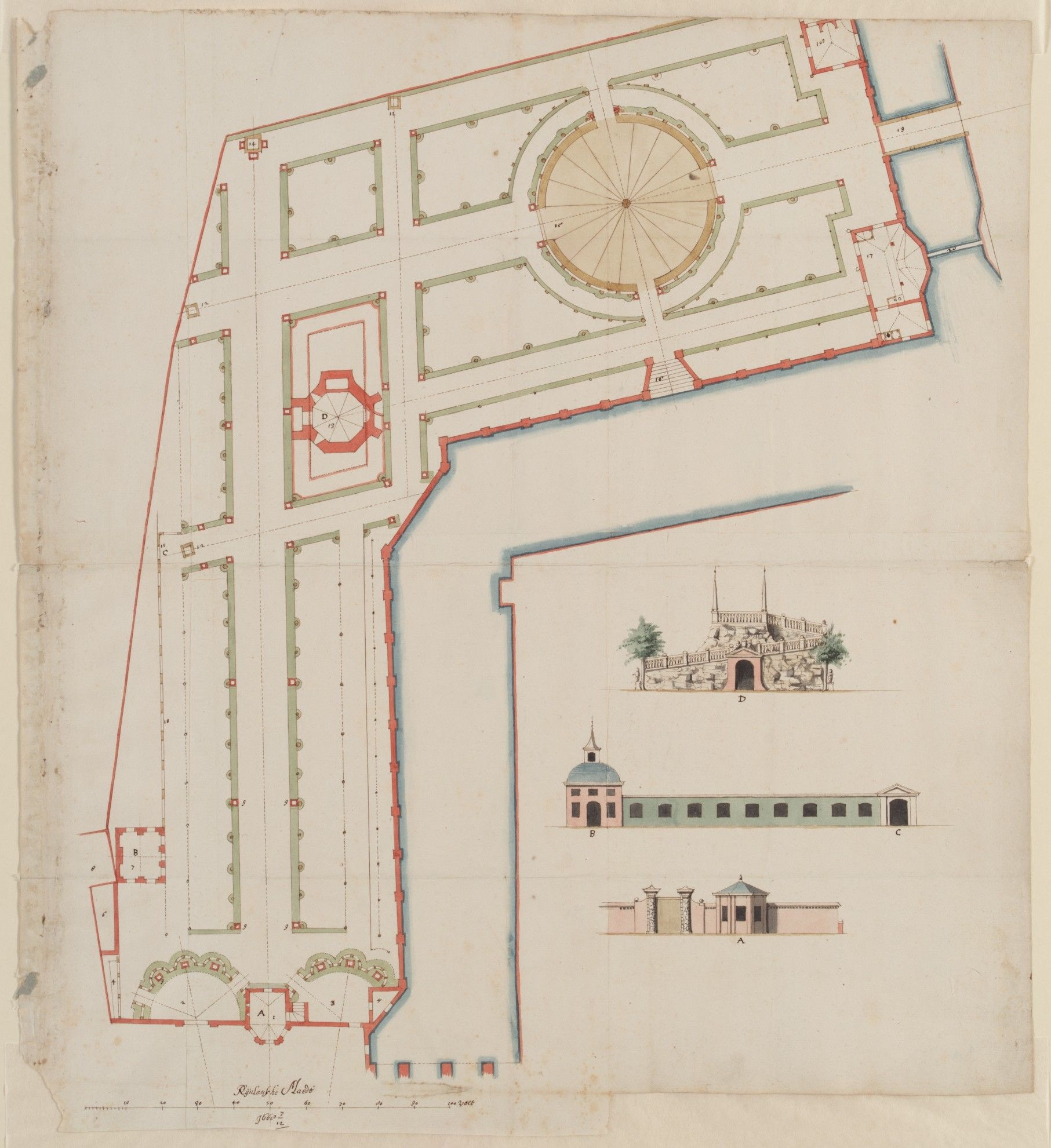
Tuinontwerp van Maurits Post uit 1668
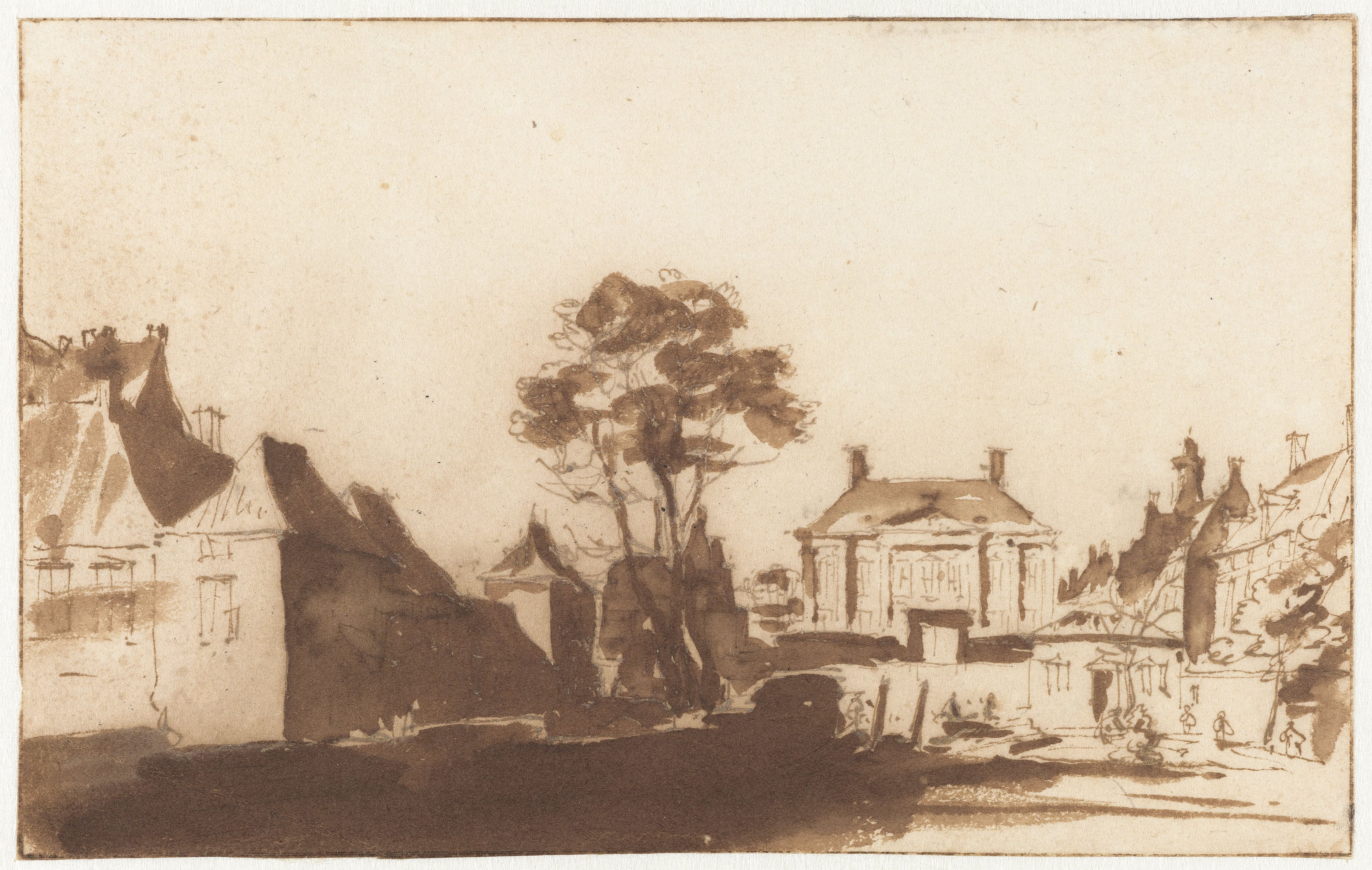
Gezicht vanuit het Huygenshuis
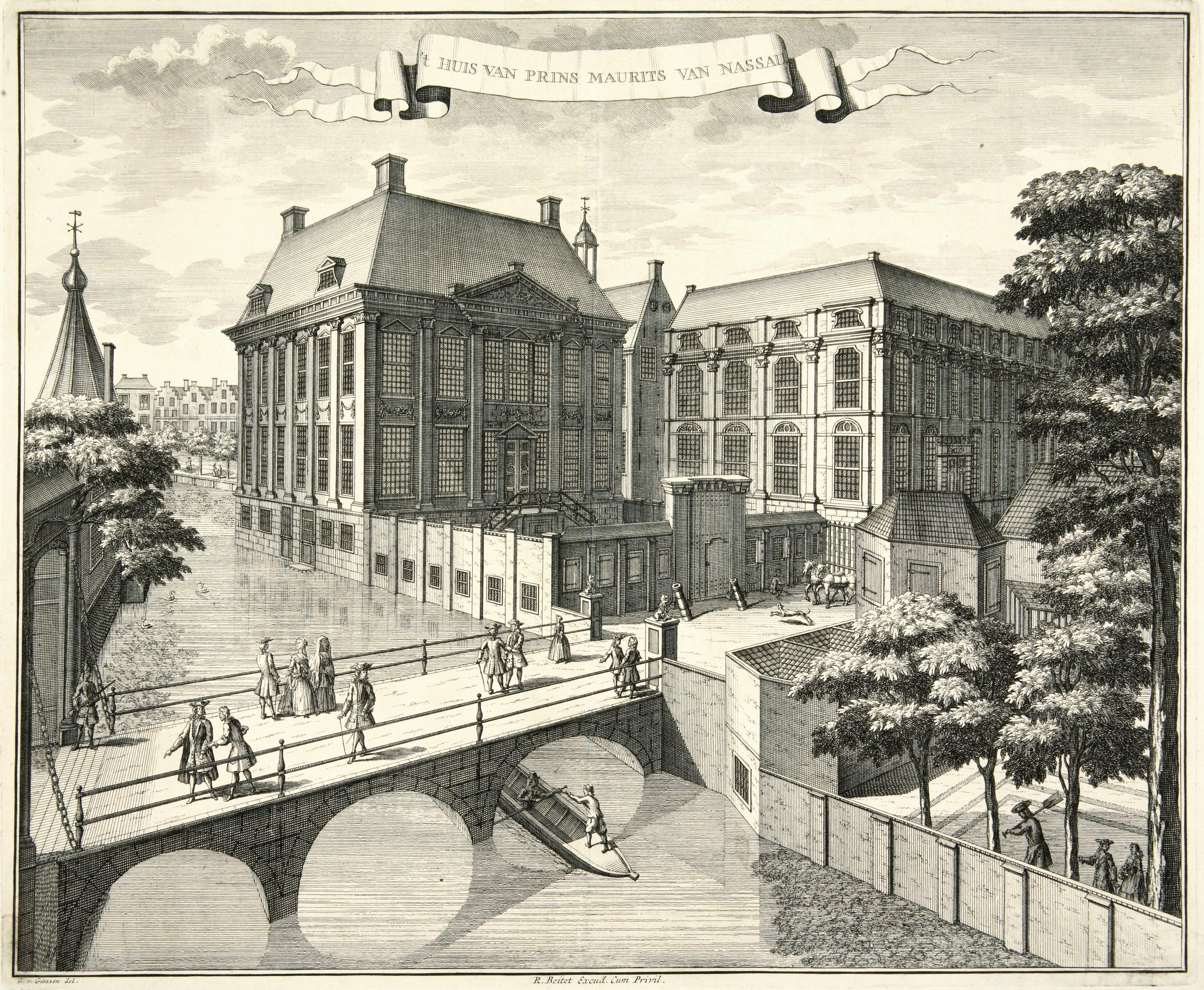
Gravure uit 1730 met zicht op het Mauritshuis en rechtsvoor het begin van de tuin
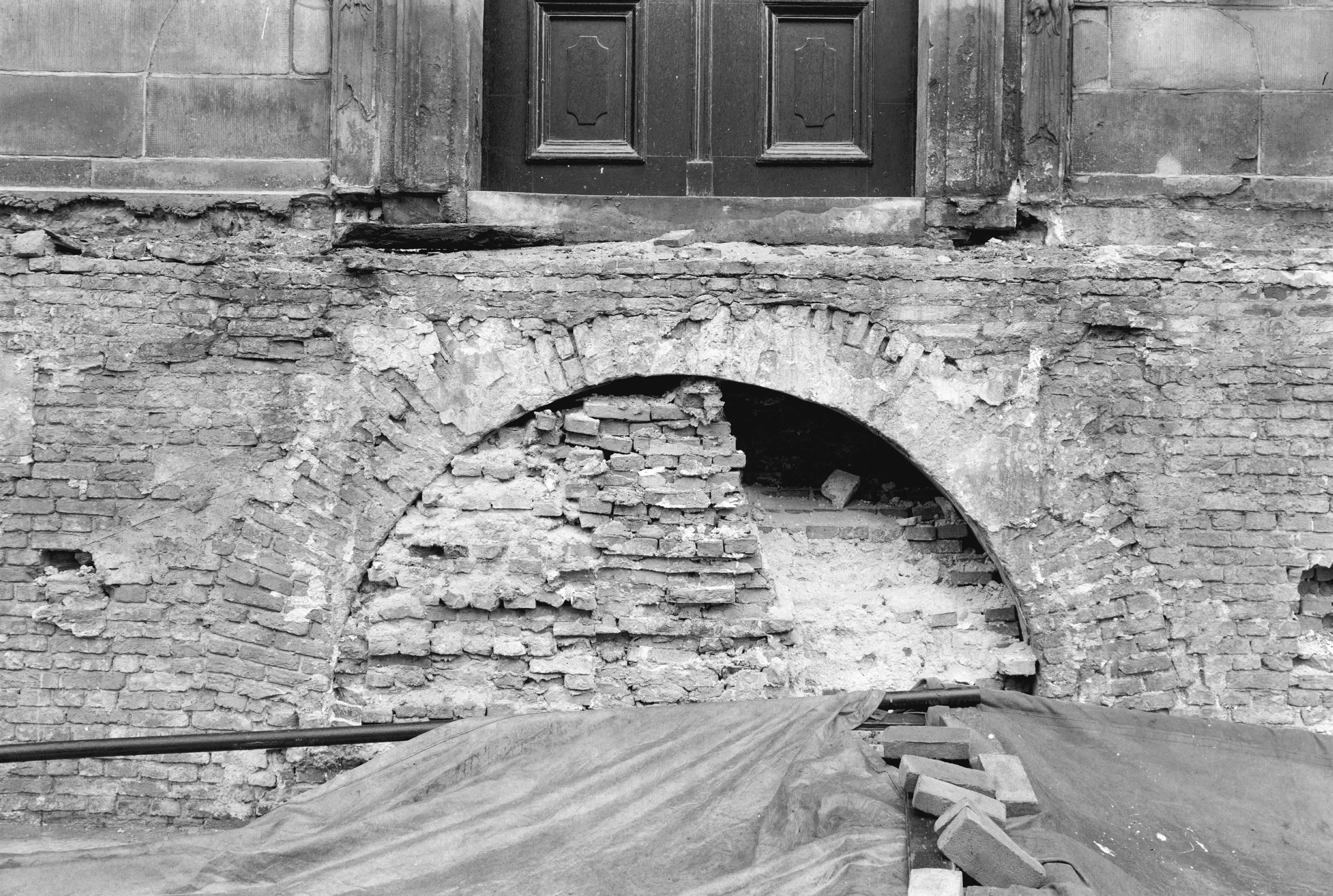
Opengelegde onderwelving aan de voorkant van het Mauritshuis in 1964

### Hotel van Staat

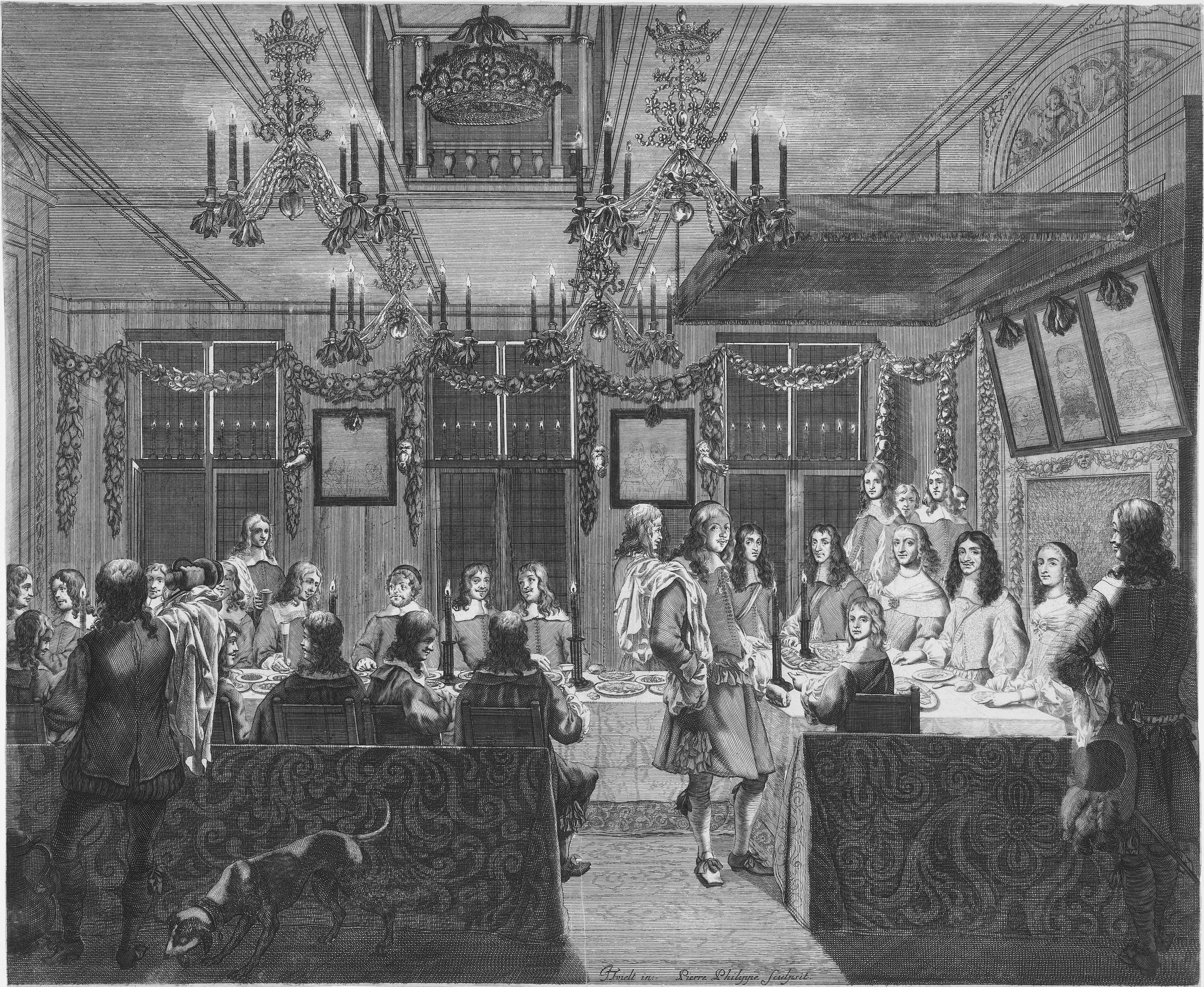
Gastmaal bij kaarslicht voor de Engelse koning Karel II in het Mauritshuis op 30 mei 1660 (naar Jacob Toorenvliet)

In 1647 verhuisde Johan Maurits naar Brandenburg-Pruisen, waar hij voor de vorst van Brandenburg stadhouder van Kleef werd. Hij maakte daarna alleen gebruik van zijn Haagse stadspaleisje tijdens diplomatieke bezoeken en verhuurde het als een Hotel van Staat voor hoge gasten van de Staten van Holland. In 1660 werd hier een groot feestmaal aan koning Karel II van Engeland aangeboden als onderdeel van de Dutch Gift. Na het overlijden van Johan Maurits in 1679 werd het Mauritshuis gekocht door de Haagse hypotheekhouder Gerrit Maes, die het bleef verhuren aan de staat.

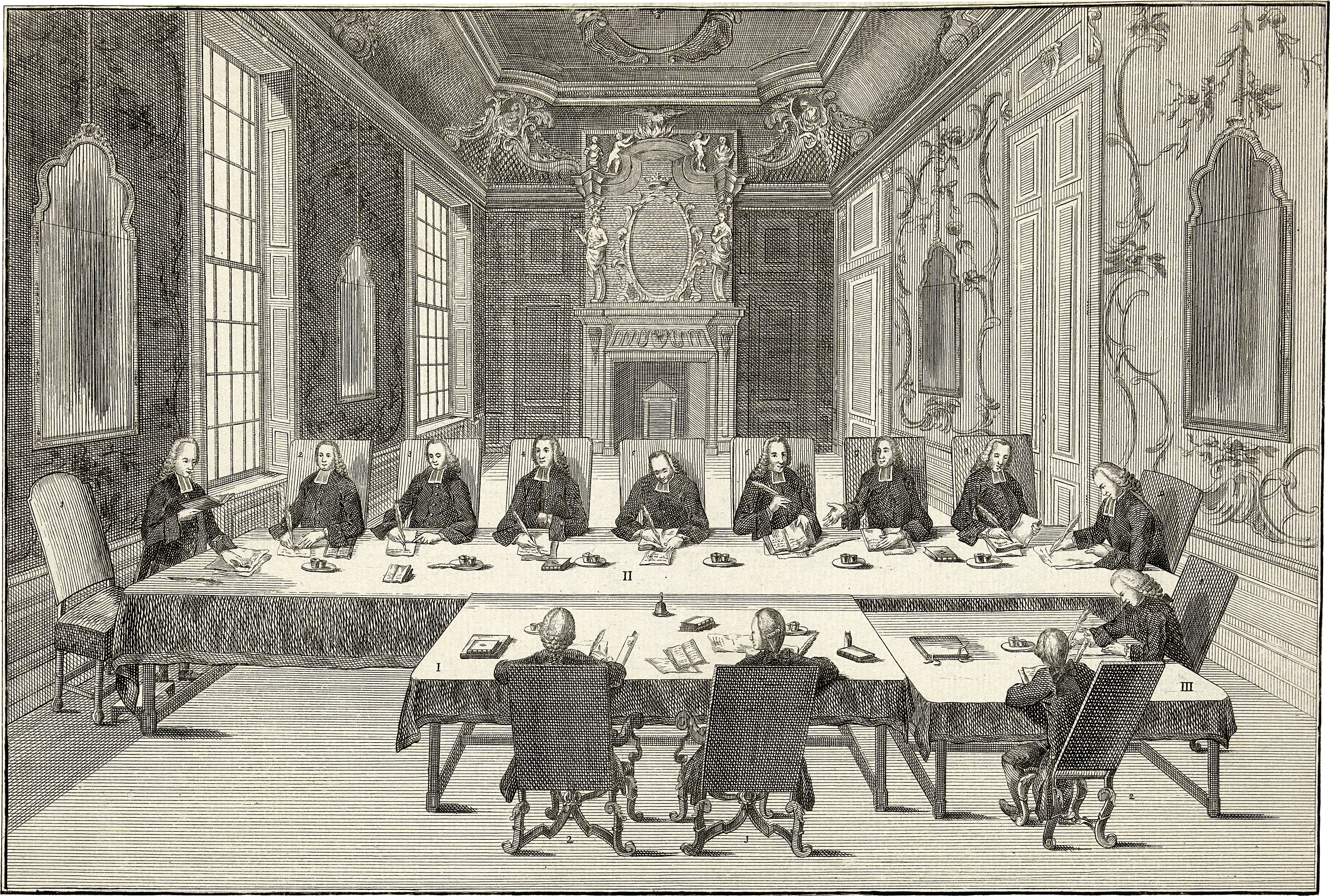
Vergadering van de Commissie ter Verbetering van de Rijmpsalmen van de Staten-Generaal in het Mauritshuis in 1773

### Brand in 1704
In 1704 had de Engelse veldheer de hertog van Marlborough enige tijd zijn verblijf in het Mauritshuis, als hotel van staat, toen hij Den Haag bezocht voor overleg over de Spaanse Successieoorlog. De avond na zijn vertrek, kort voor Kerstmis, brandde het Mauritshuis geheel uit. Alleen de muren en kelders bleven intact. Er werd door de erven van Maes een loterij georganiseerd om de herbouw te financieren. De herbouw duurde tien jaar en werd voltooid in 1718. De zaal op de begane grond werd ingericht in Lodewijk XIV-stijl met wand- en plafondschilderingen van Giovanni Antonio Pellegrini. De versieringen werden met bladmessing en bladgoud afgewerkt. De ontvangstzaal wordt om die reden de Gouden zaal genoemd.
De Staten van Holland huurde het wederom. Gedurende de rest van de achttiende eeuw hield de Hoge Krijgsraad haar zittingen in het Mauritshuis. In 1773 werd er 121 keer vergaderd om te komen tot de nieuwe Psalmberijming van 1773. Ook de Raad der Koloniën vestigde zich er.

### Inrichting als museum
In 1807 werd de Koninklijke Bibliotheek in het Mauritshuis gevestigd. Gevolgd in 1816 door het nieuw opgerichte Koninklijk Penningkabinet. Deze verhuisden in 1821 samen naar het huis Huguetan op het Lange Voorhout. In 1820 kocht de Nederlandse staat het Mauritshuis op een veiling. Het werd na de aankoop verbouwd door architect Charles Vander Straeten. Op de onderverdieping werd in 1821 het Koninklijk Kabinet van Zeldzaamheden gevestigd dat zich voorheen op het Buitenhof bevond. Op de bovenverdieping werd het Koninklijk Kabinet van Schilderijen gevestigd, dat hiervoor gehuisvest was in de Galerij Prins Willem V. Het Kabinet van Zeldzaamheden verliet in 1875 het Mauritshuis.
In 1912 werd een achttiende-eeuwse plafondschilderingsensemble van Jacob de Wit, afkomstig uit het Huis van Leyden, geplaatst in de Potterzaal (de grote zaal op de eerste verdieping). De schouw uit deze kamer was gemaakt door Jan Baptist Xavery en werd overgeplaatst naar het Rijksmuseum Amsterdam.
In 1939 werd vanwege de politieke situatie de kelder verstevigd tot kunstbunker Mauritshuis, waarbij in geval van oorlog kunstwerken zouden kunnen worden opgeslagen.
In 1987 werd een plafondschildering aangebracht in de trapzaal, de zaal op de eerste verdieping van het trappenhuis. De schildering Icarus Atlanticus: Allegorie op de ijdelheid van de mens werd vervaardigd door Ger Lataster.

### Restauraties
In 1997 werd het dak voorzien van vier schoorstenen volgens het oorspronkelijk ontwerp. De schoorstenen zijn replica's die vanwege de belasting van de dakconstructie uitgevoerd zijn in polyester met het uiterlijk van gefrijnd zandsteenwerk.
De kruisvensters zijn in 2013 hersteld van een zesvlakkige Empire-indeling met schuifraam naar een vierdeling naar het 17e-eeuwse ontwerp van Pieter Post met getrokken glas. In 2014 werd de gouden zaal gerestaureerd en werden alle zaalmuren opnieuw voorzien van wandbespanning van zijde. De benedenverdieping met blauwe stof, de bovenverdieping met groene stof en de trapzaal met rode stof. Sinds 2014 wordt het Mauritshuis met projecties belicht waardoor onder meer de ramen zelf donker blijven en geen strooilicht weerkaatsen. De acht grotere zalen zijn uitgerust met glazen kroonluchters in achttiende-eeuwse Venetiaanse stijl. De gevel kreeg in 2013 een geelachtige tint om Bentheimer zandsteen en grijs om marmer te imiteren.

### Uitbreiding
Op 4 juni 1987 werd het Mauritshuis heropend met een vergroting van zevenhonderd vierkante meter vloeroppervlak onder het voorplein waar een groot depot werd ondergebracht.
Tussen 2012 en 2014 werd het hoekpand Plein 26 van Sociëteit de Witte toegevoegd aan het Mauritshuis. Onder de Korte Vijverberg werd een verbinding tussen de twee gebouwen aangebracht. Het depot onder het voorplein werd hierbij uitgebroken in een ruim licht foyer dat doorloopt tot onder de sociëteit, naar ontwerp van architect Hans van Heeswijk. Begin 2012 startten de werkzaamheden en sloot het museum. Bezoekers betreden sindsdien het museum via het voorplein waar een lift en een trap hen naar de ondergrondse foyer leidt. Via trappen die uitkomen onder het trappenhuis betreedt men het Mauritshuis. Het hoekpand dient als tentoonstellingsvleugel voor wisseltentoonstellingen, kantoorruimte, bibliotheek en workshopruimte. Op de begane grond is horeca gevestigd. Het Mauritshuis heeft op de zolder een moderne klimaatinstallatie gekregen en de depots bevinden zich in de kelderruimte.

## Collectie en exposities

### Historie
Toen het Franse leger in 1795 de Republiek was binnengevallen werd de schilderijenverzameling van stadhouder Willem V als oorlogsbuit naar Parijs overgebracht. Na de Napoleontische tijd werd het grootste deel teruggegeven aan koning Willem I, die het overdroeg aan het Rijk. Aanvankelijk werd de collectie, net als voor 1795, ondergebracht in de voormalige stadhouderlijke kunstgalerij, naast de Gevangenpoort.
In 1822 verhuisde de collectie van tweehonderd schilderijen naar het Mauritshuis. De eerste directeur was Johan Steengracht van Oostcapelle.
Rond 1838 kreeg het Kabinet van Schilderijen, tezamen met het Rijksmuseum van Schilderijen in Amsterdam, de beschikking over een deel van Paviljoen Welgelegen in Haarlem. Hier werd onder gezamenlijk bestuur het Museum van Levende Nederlandsche Meesters opgericht. Schilderijen waarvan de kunstenaar overleden was zouden weer terugvloeien naar Den Haag of Amsterdam. Dit museum werd opgeheven na de ingebruikname in 1888 van het Rijksmuseumgebouw in Amsterdam.
In 1957 werd de Stichting Johan Maurits van Nassau opgericht. Doel van deze stichting is het steunen van het museum bij de uitbreiding van de collectie en het bewerkstelligen van exposities en publicaties. De stichting heeft ook zelf schilderijen verworven en die in duurzaam bruikleen verstrekt aan het museum. In 1982 volgde de oprichting van de Stichting Vrienden van het Mauritshuis, doel was actieve fondsenwerving. In 1986 fuseerden beide stichtingen.
In 1987 werd een vrijwilligersorganisatie in het leven geroepen voor onder andere het geven van rondleidingen en het bemannen van de winkel en de informatiebalie van het museum.
In 1995 werd het rijksmuseum Mauritshuis verzelfstandigd tot stichting Koninklijk Kabinet van Schilderijen Mauritshuis. De stichting beheert ook Galerij Prins Willem V aan de overzijde van de hofvijver.
In 1996 was er een tentoonstelling van 22 schilderijen van Johannes Vermeer. Er kwamen ruim 460.000 bezoekers. Het was tot 2022 de drukstbezochte tentoonstelling van het museum.
In 2003 was er een expositie van het werk van Hans Holbein. De schilderijen van Holbein bevinden zich vooral in Londen en Basel. Het Mauritshuis bezit er twee.
In 2016 hield het Mauritshuis voor het eerst een tentoonstelling van werk van een hedendaagse kunstenaar. De Braziliaan Vik Muniz exposeerde drie maanden lang replica's van de achterkant van bekende schilderijen.
Tijdens de verbouwing van 2012 tot 2014 werd een deel van de collectie ondergebracht in het Gemeentemuseum van Den Haag. Een ander deel, met publieksattracties als Vermeers Meisje met de parel en het door Donna Tartts boek beroemd geworden Het puttertje van Fabritius, reisde rond de wereld. De tentoonstellingen in Tokio, Kobe, New York, San Francisco, Atlanta en Bologna werden door 2,2 miljoen personen bezocht. Volgens toenmalig museumdirecteur Emilie Gordenker versterkte de wereldtour het internationale prestige van de collectie. Op 27 juni 2014 werd het museum heropend. In de twaalf maanden daarna bezochten tot en met 26 juni 2015 meer dan 660.000 bezoekers het Mauritshuis.

#### Buste Johan Maurits

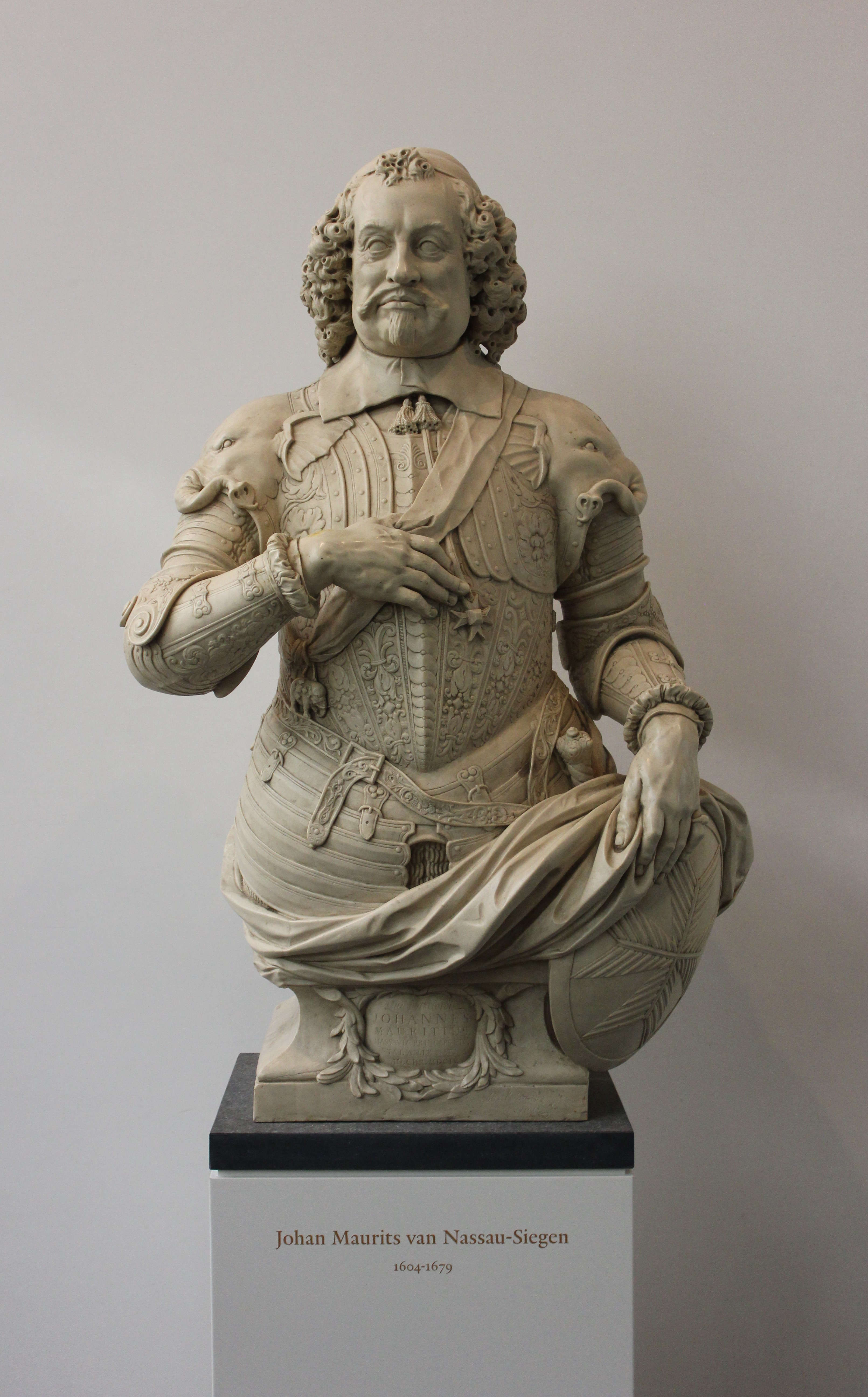
Buste Johan Maurits in 2015

In september 2017 werd de buste van Johan Maurits verwijderd uit de foyer van het Mauritshuis. Dat gebeurde zonder er ruchtbaarheid aan te geven. Reden voor de overplaatsing naar het depot was voor de directie van het Mauritshuis de indertijd 'groeiende maatschappelijke discussie over hoe we in Nederland (en in musea) omgaan met het slavernijverleden'. Nadat Tweede Kamerleden van VVD en PVV tegen de verwijdering in het verweer kwamen, gaf het Mauritshuis ook aan dat het een replica is en daardoor geen kunstwerk, maar een rekwisiet.

### Indeling
De collectie is tentoongesteld over twee verdiepingen.

#### Benedenverdieping
- Hal en trappenhuis (ruimte 0.1, zaal 1)
- Vlamingenzaal II (ruimte 0.4, zaal 2) (voorheen Paradijszaal)
- Vlamingenzaal I (ruimte 0.5, zaal 3) (Brouwerszaal)
- Holbeinkabinet (ruimte 0.7, zaal 4)
- Gouden zaal (ruimte 0.8, zaal 5, benedenzaal)
- Vroeg-17e-eeuws kabinet (ruimte 0.9, zaal 6) (voorheen Holbeinkabinet)
- Bosschaertzaal (ruimte 0.11, zaal 7) (voorheen Morzaal)
- Van der Weydenzaal (ruimte 0.12, zaal 8)

#### Bovenverdieping
- Trapzaal (ruimte 1.1, zaal 16)
- Rembrandtzaal I (ruimte 1.4, zaal 9)
- Rembrandtzaal II (ruimte 1.5, zaal 10)
- Laat-17e-eeuws kabinet (ruimte 1.7, zaal 11)
- Potterzaal (ruimte 1.8, zaal 12, bovenzaal)
- Troostkabinet (ruimte 1.9, zaal 13)
- Steenzaal (ruimte 1.11, zaal 14);
- Vermeerzaal (ruimte 1.12, zaal 15)

### Tentoonstellingen (selectie)
Het Mauritshuis is in Nederland een van de musea die een groot aantal blockbustertentoonstellingen heeft georganiseerd van oeuvres van internationaal vermaarde Nederlandse kunstschilders. De tentoonstellingen kenmerken zich door het bijeenbrengen van kostbare schilderijen en een internationale publiciteitscampagne.
- Herwonnen kunstbezit (1946)
- In het licht van Vermeer (1966)
- Gerard ter Borch (1974)
- Zo wijd de wereld strekt (1979)
- Ruysdael (1981)
- Omzien in Bewondering (1982)
- Hollandse Meesters uit Amerika (1990)
- Johannes Vermeer (1996)
- Rembrandt (1999)
- Hollanders in Beeld. Portretten uit de Gouden Eeuw (2007)
- Dalí ontmoet Vermeer: Moderne meesters te gast  (2011)
- Hollanders in Huis: Vermeer en tijdgenoten uit de Britse Royal Collection (2016)

### Bekende werken in het Mauritshuis

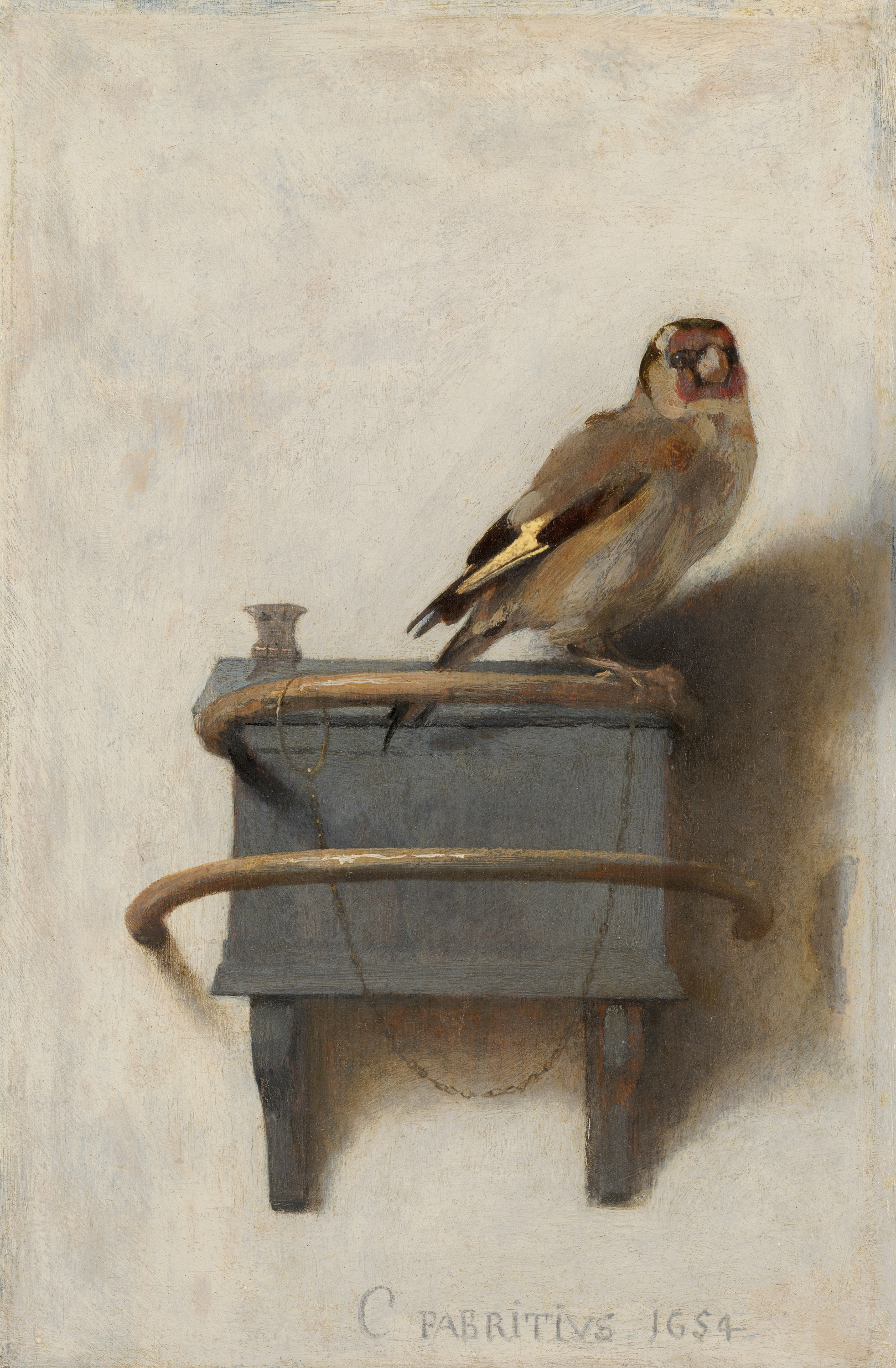
Carel Fabritius Het puttertje 1654
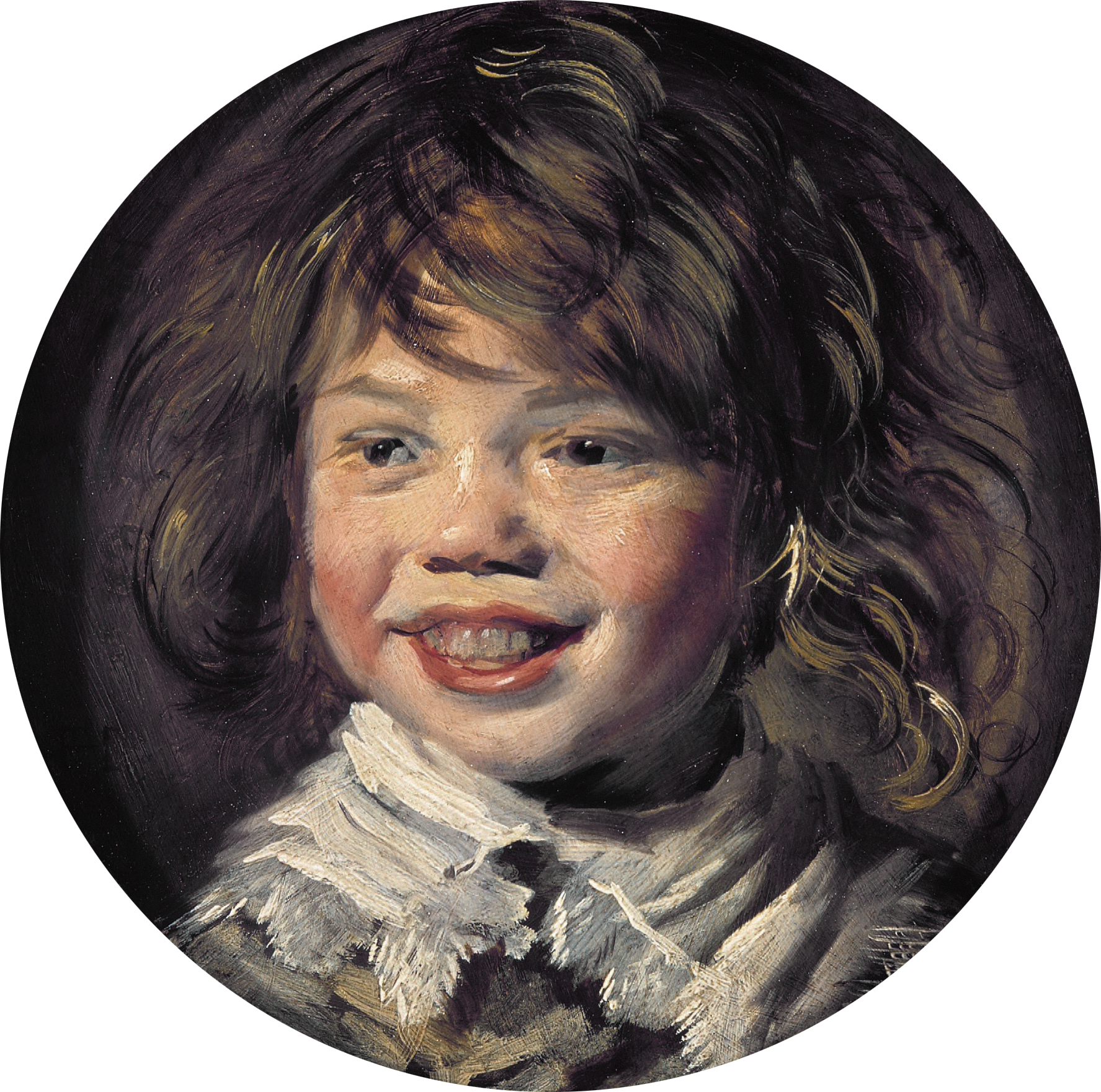
Frans Hals Lachende jongen Ca. 1625
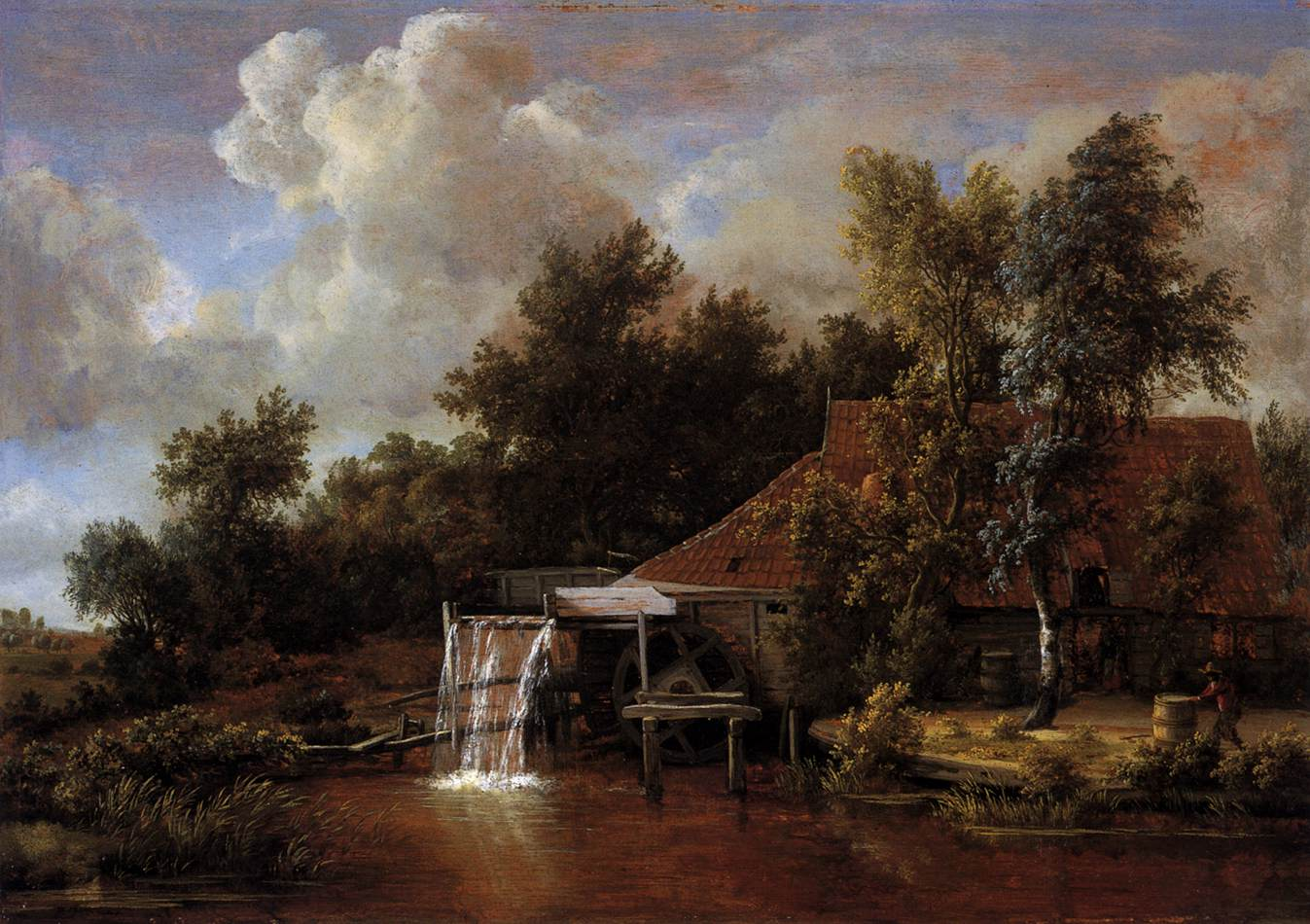
Meindert Hobbema Landschap met watermolen Ca. 1666
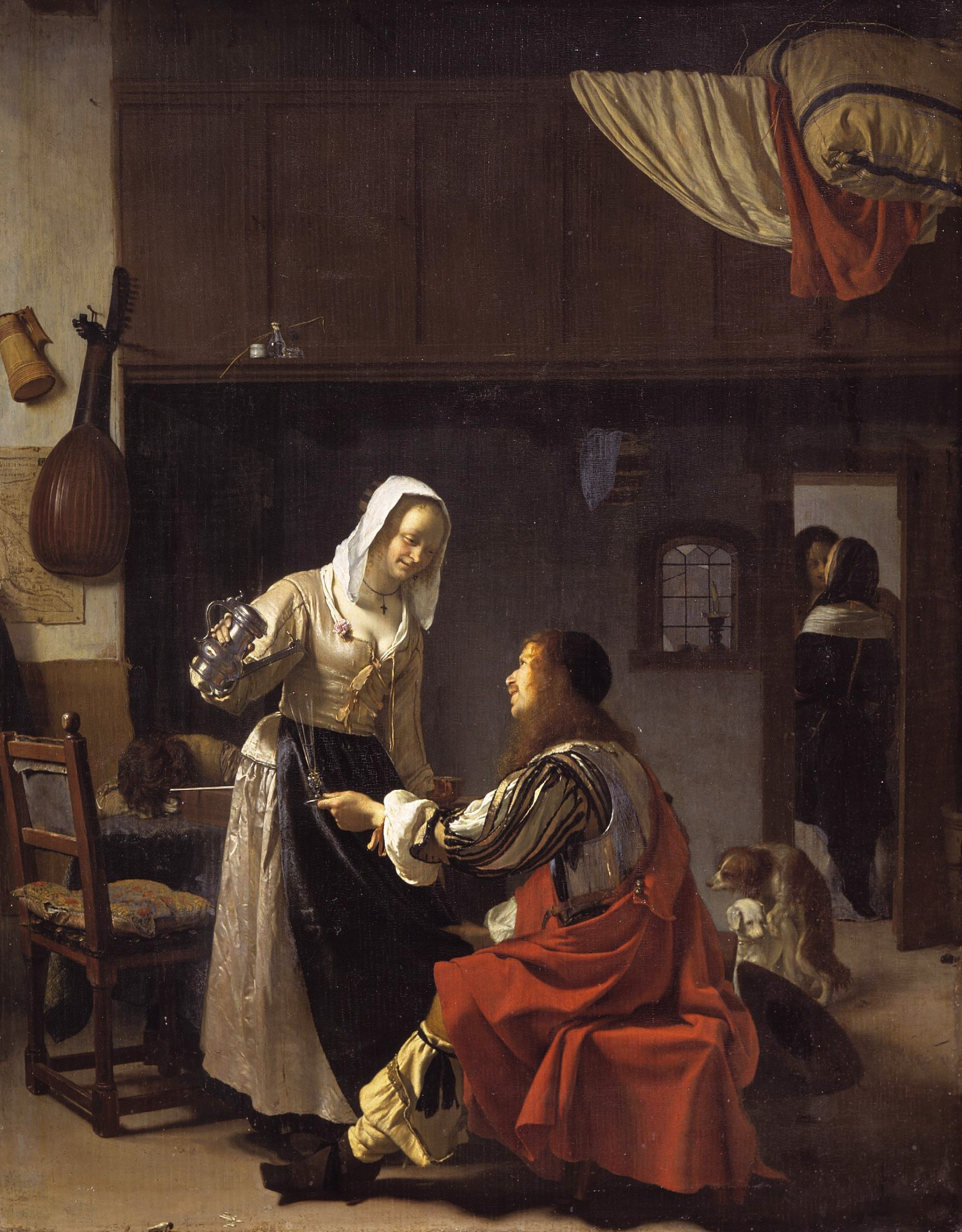
Frans van Mieris (I) Bordeelscène 1658
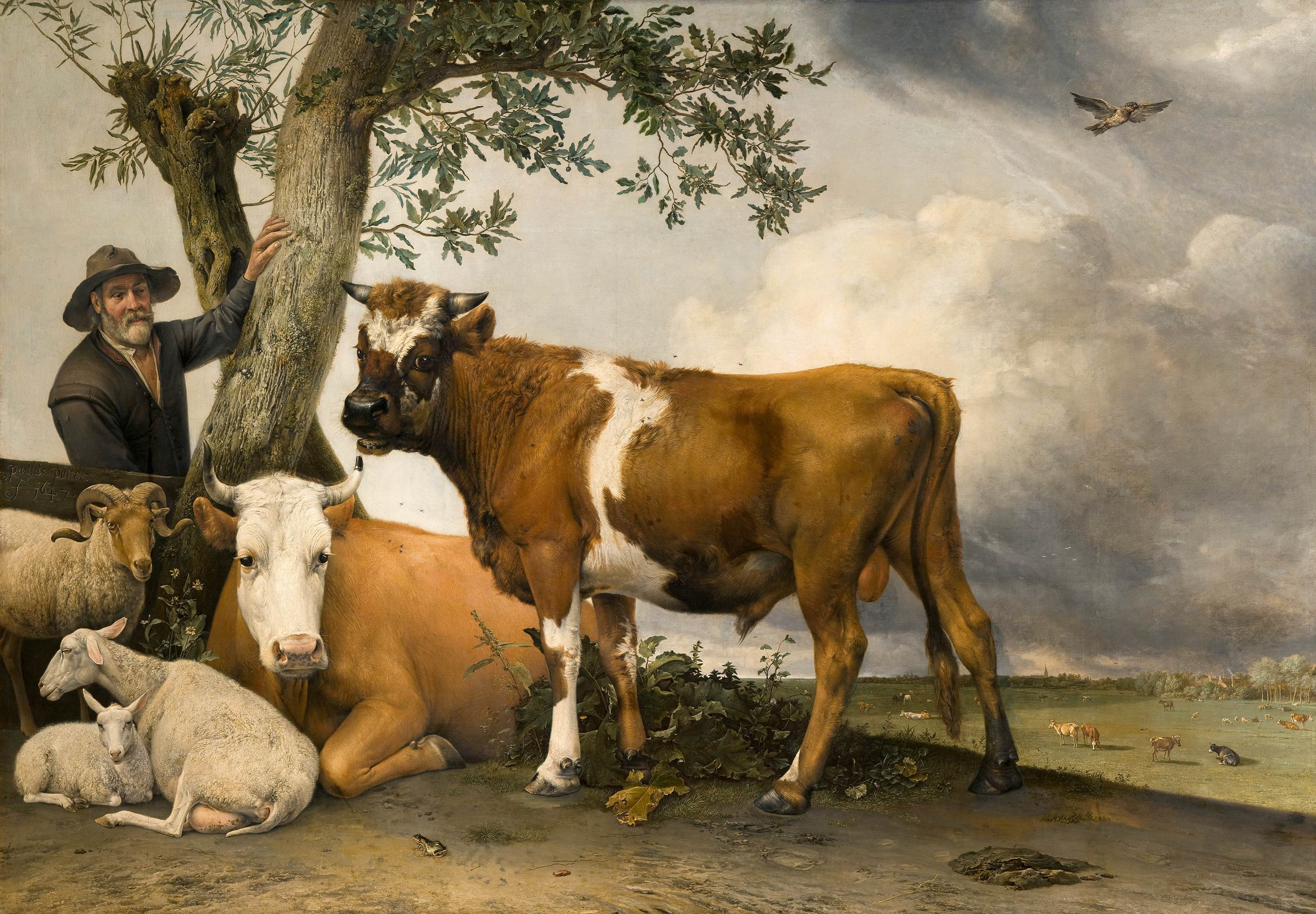
Paulus Potter De stier 1647
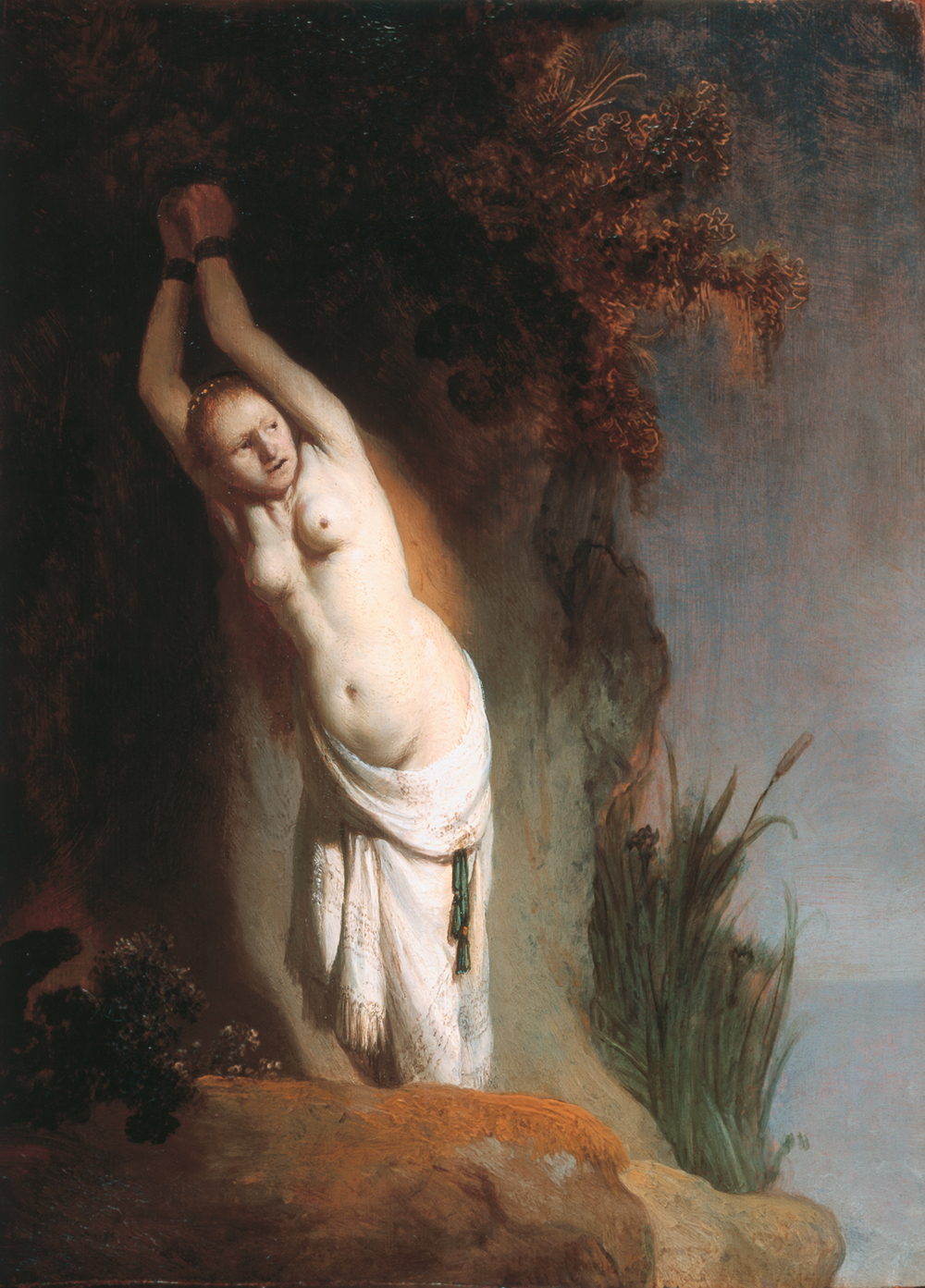
Rembrandt Andromeda Ca. 1630
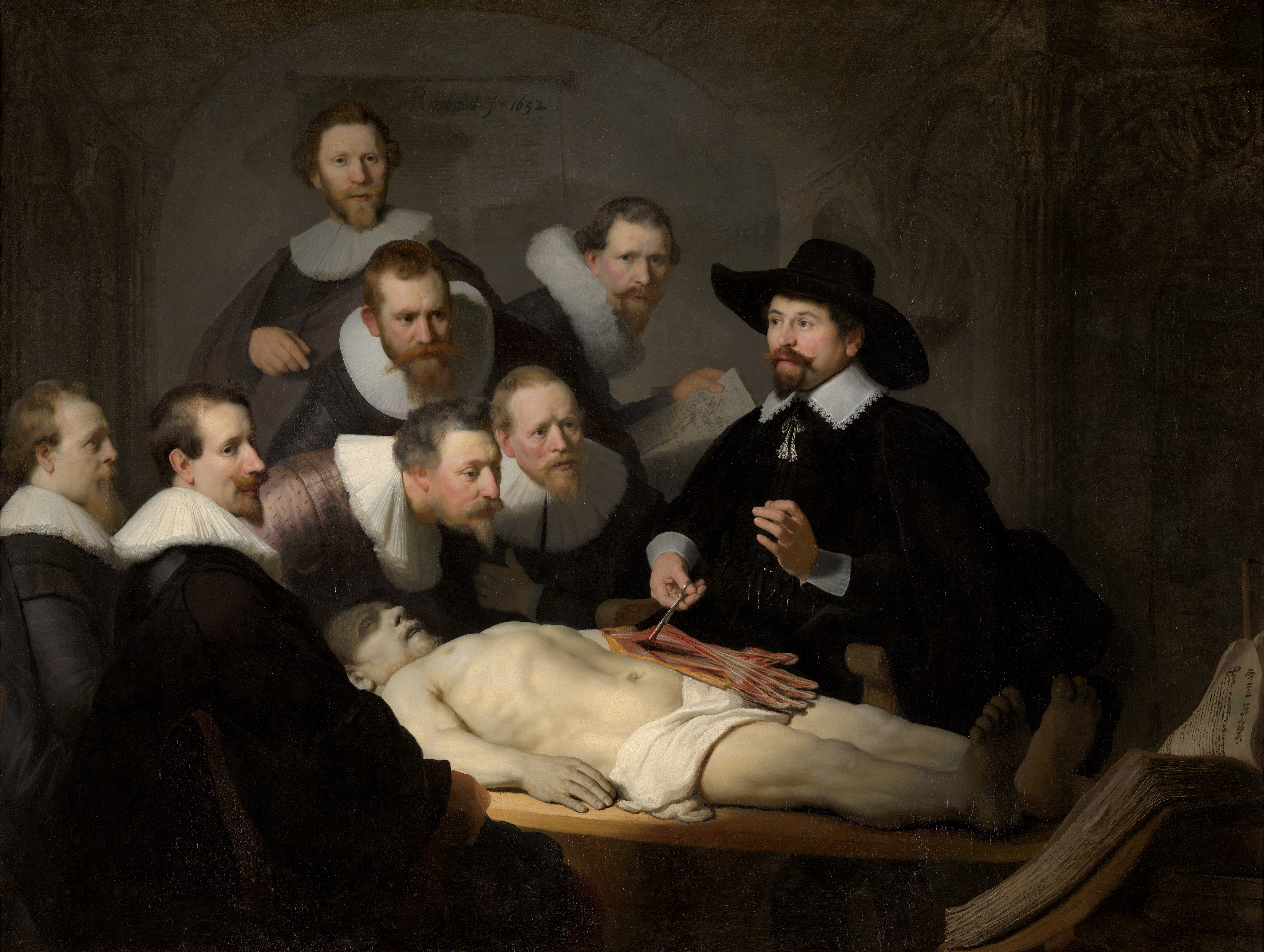
Rembrandt Anatomische les van Dr. Nicolaes Tulp Ca. 1632
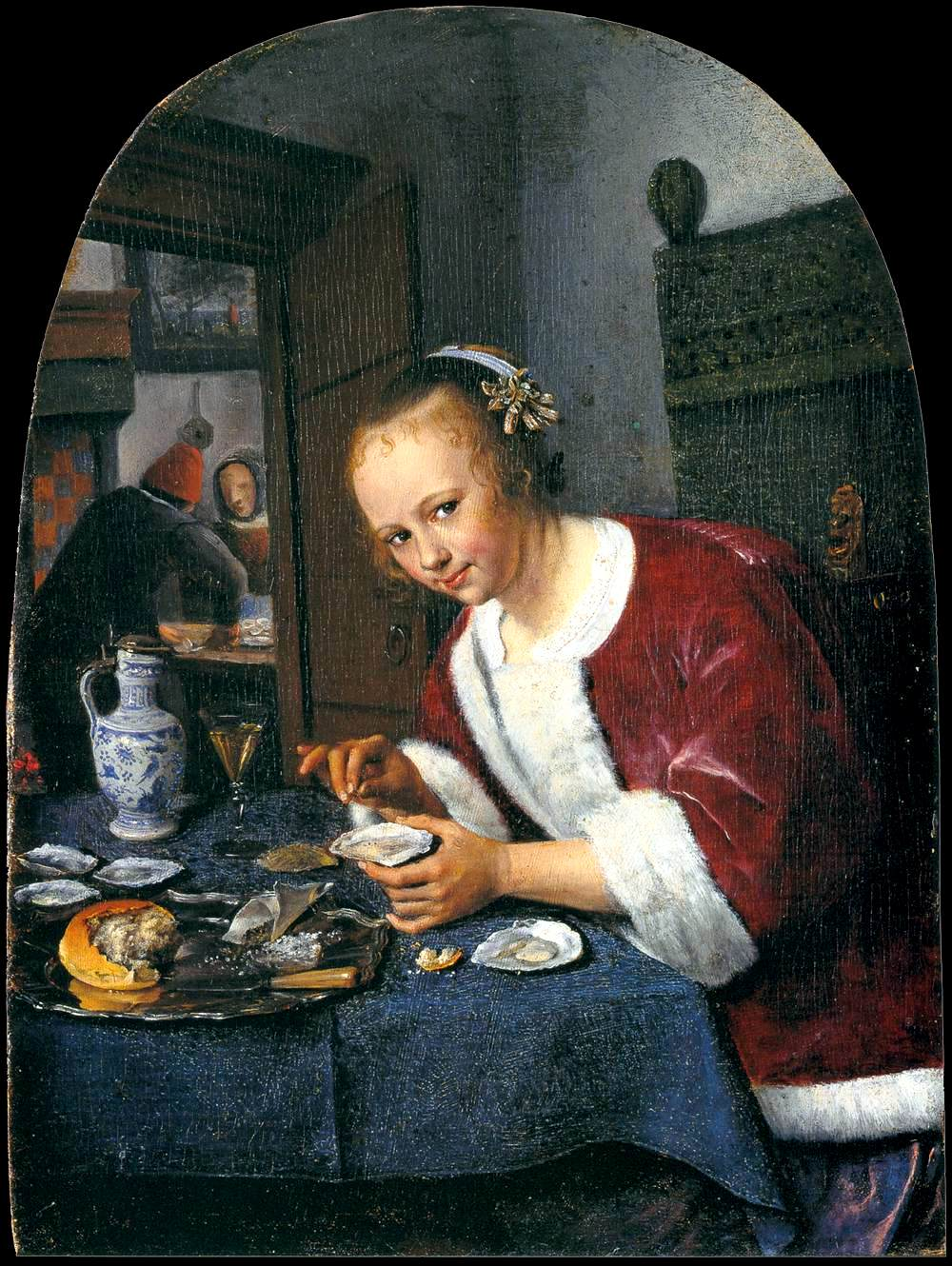
Jan Steen Het oestereetstertje Ca. 1658 - 1660
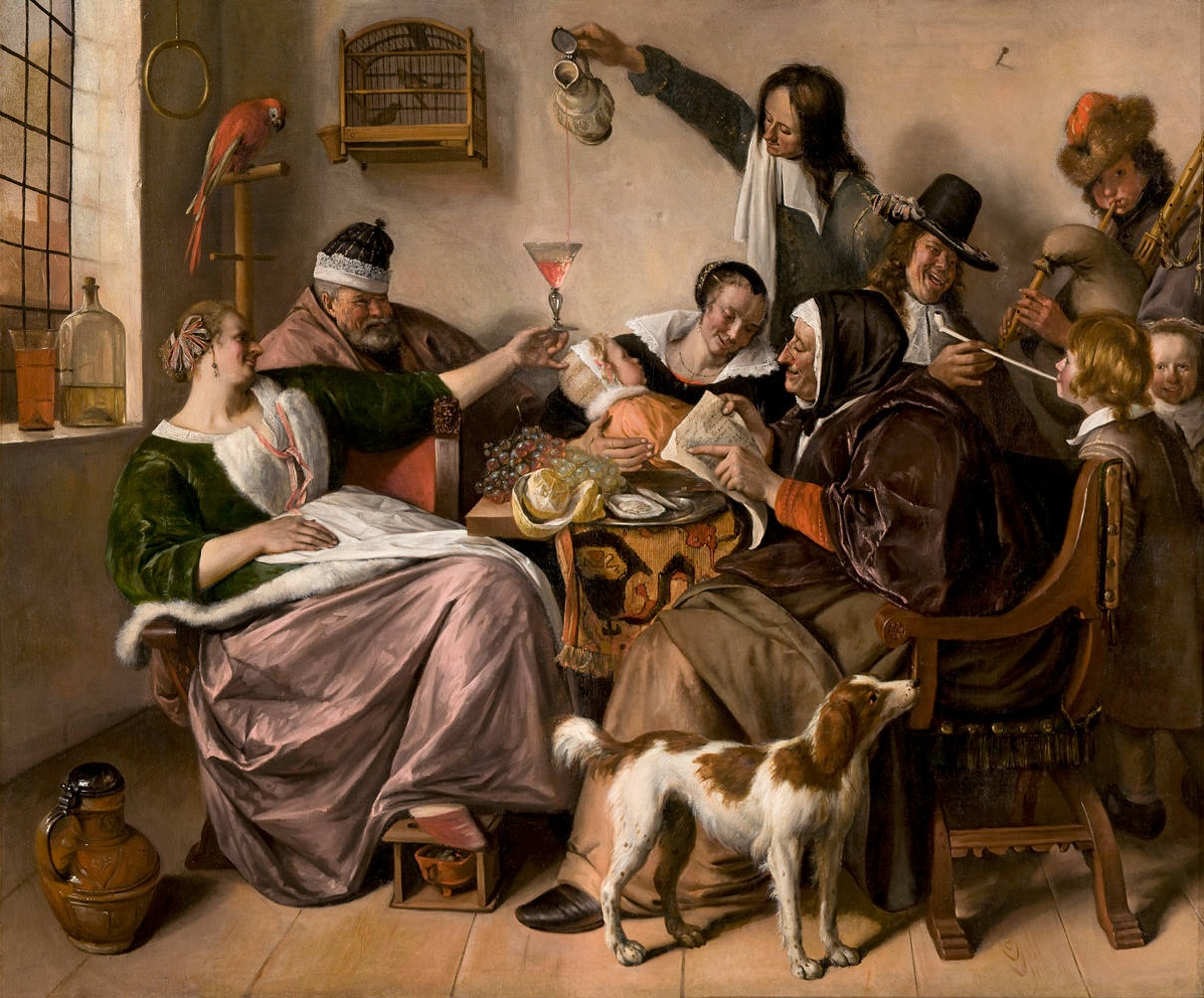
Jan Steen 'Soo voer gesongen, soo na gepepen'
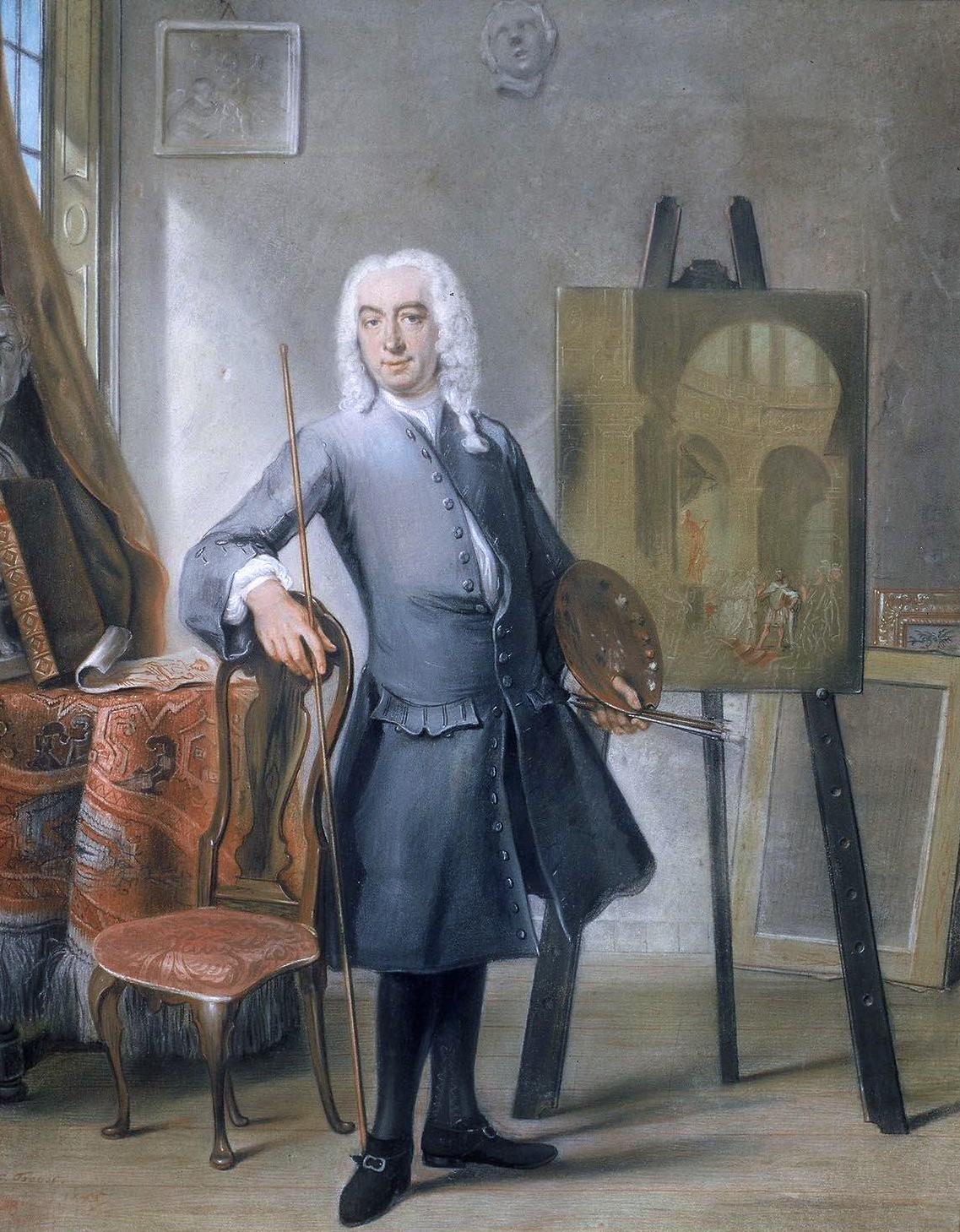
Cornelis Troost Zelfportret 1745
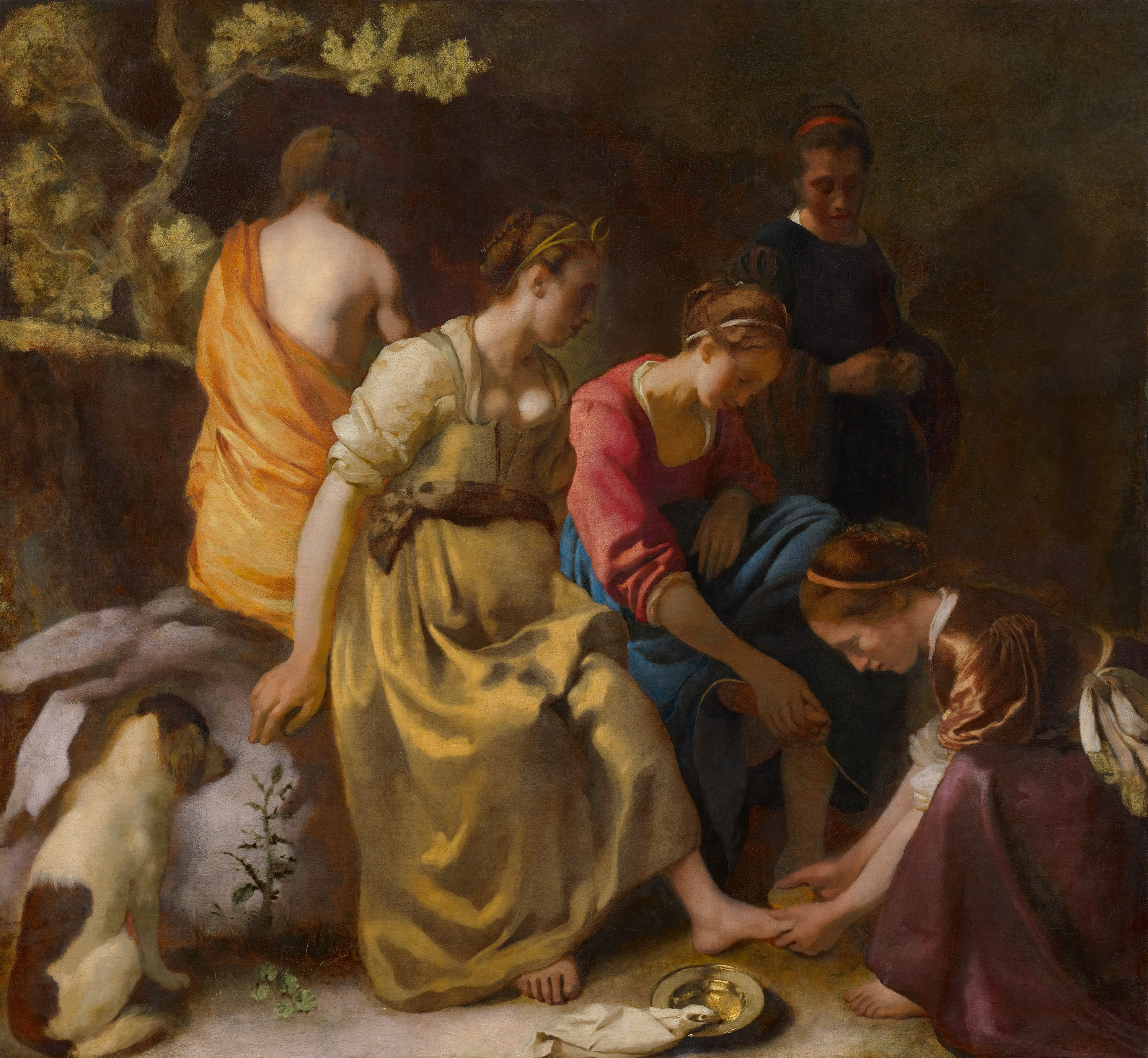
Johannes Vermeer Diana en haar Nimfen Ca. 1653-1654
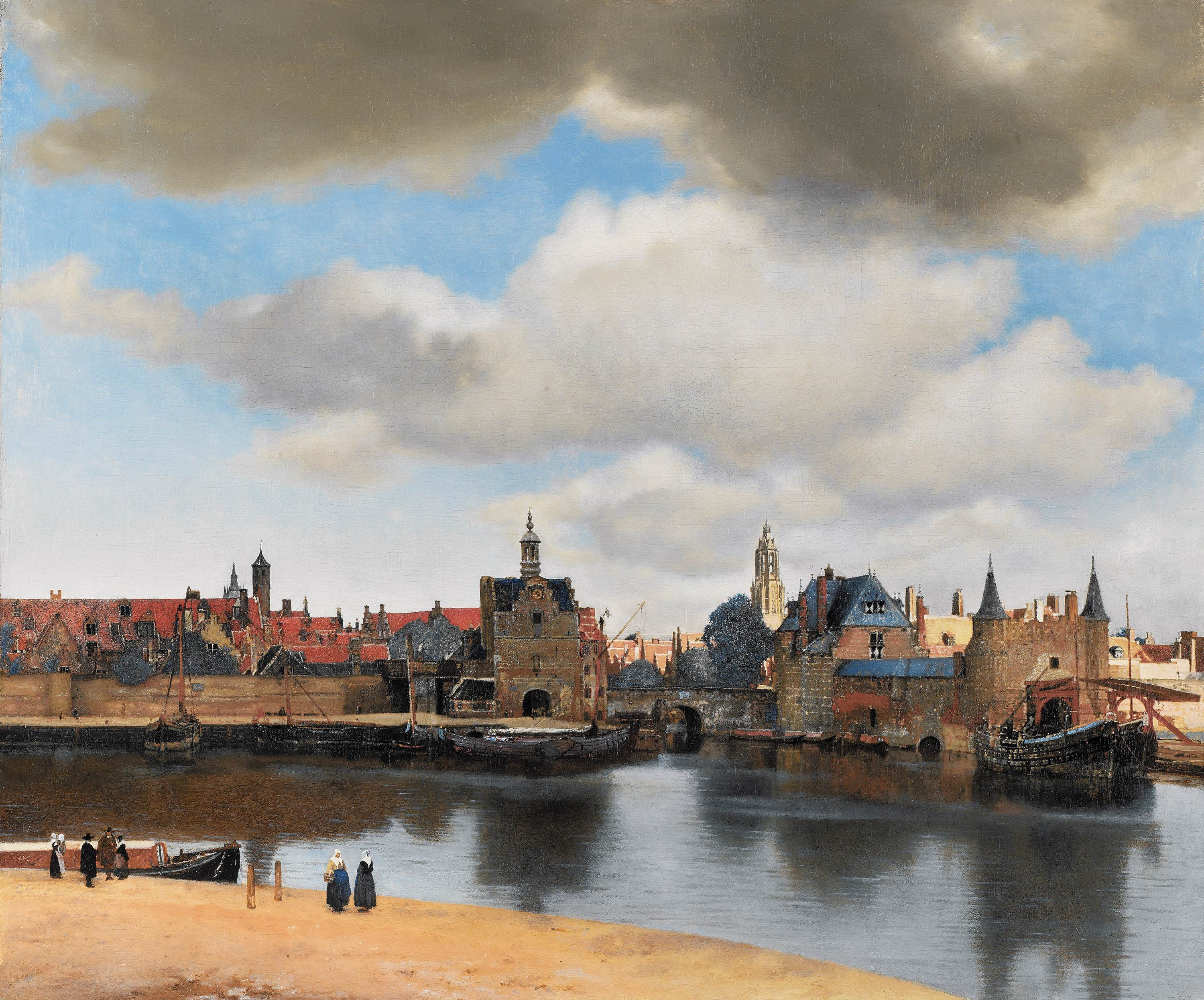
Johannes Vermeer. Gezicht op Delft. Ca. 1660.
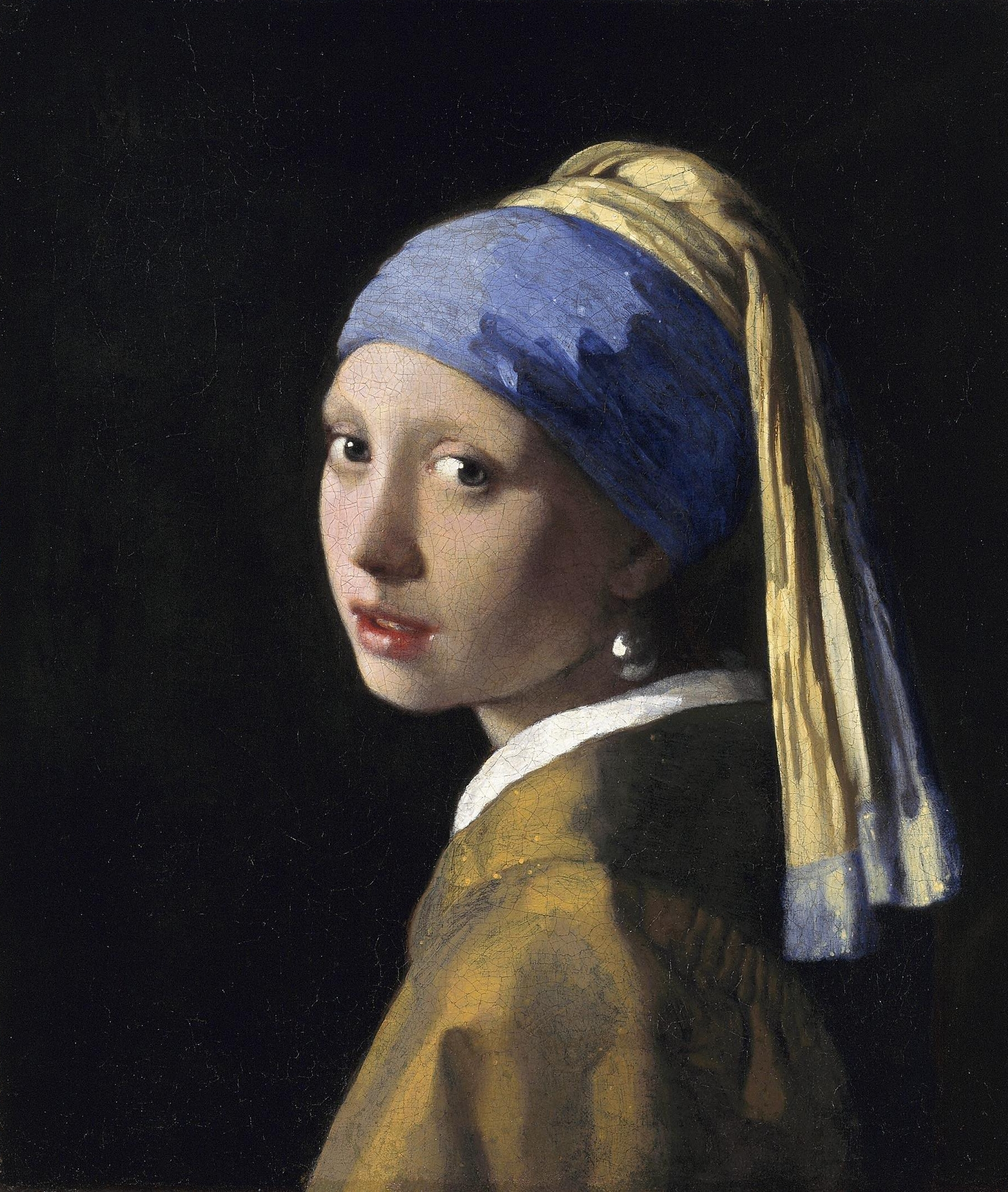
Johannes Vermeer Meisje met de parel Ca. 1665
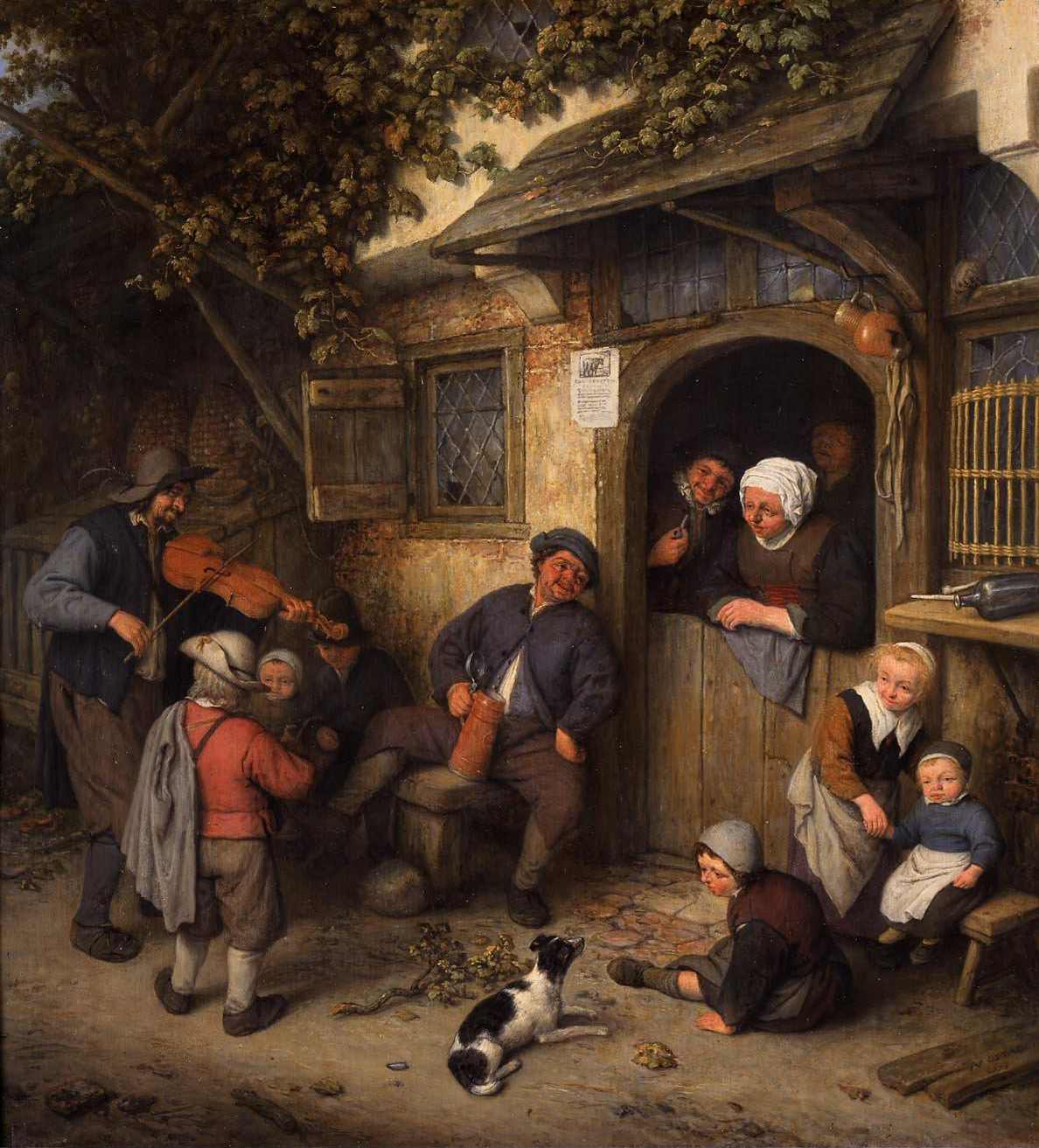
Adriaen van Ostade: De vioolspeler 1673
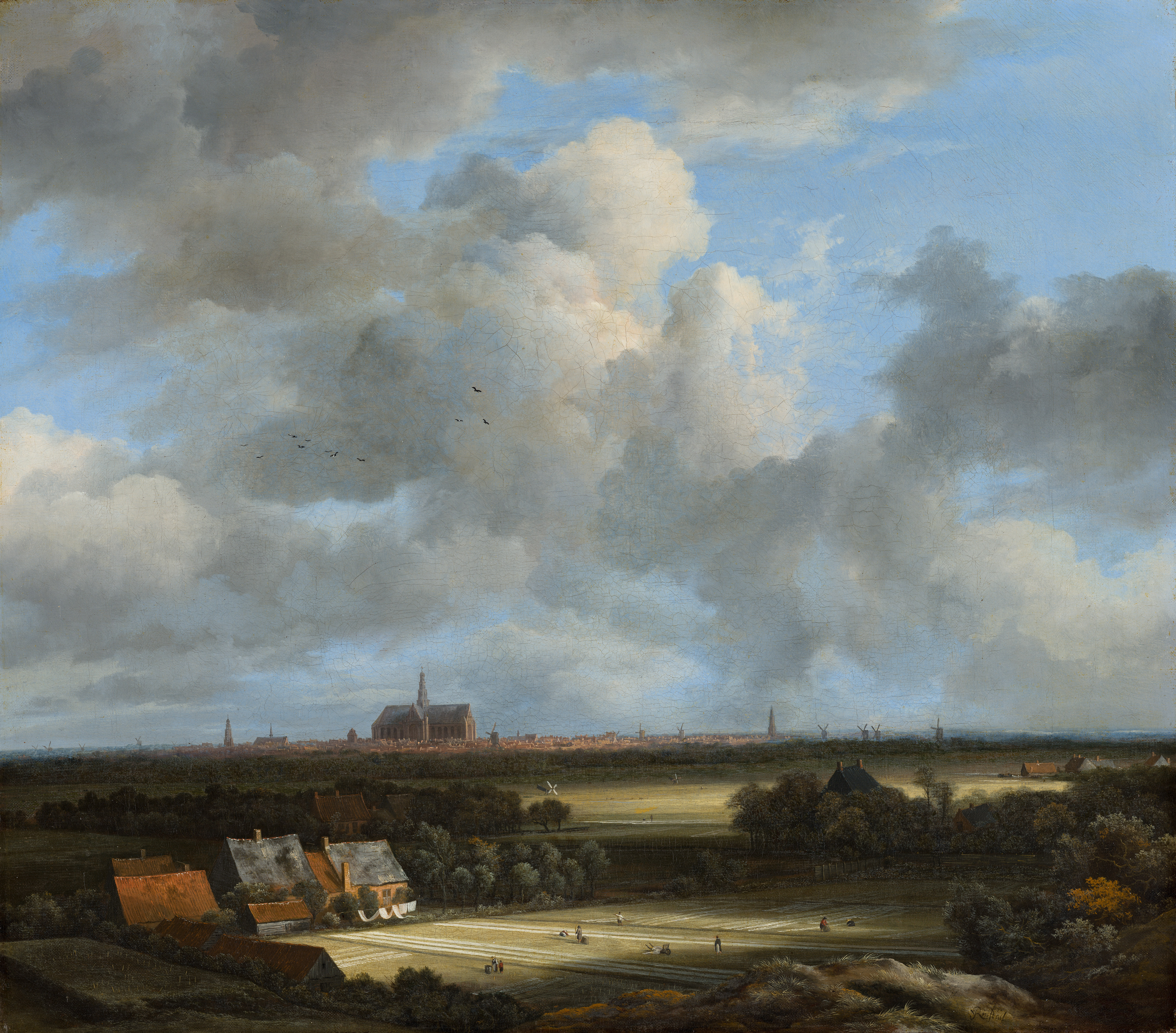
Jacob van Ruisdael: Gezicht op Haarlem met bleekvelden 1670 - 1675

### Museumdirecteuren
- Johan Steengracht van Oostcapelle (1822-1841)
- Jean Zacharie Mazel (1841-1874)[37]
- Jan Karel Jacob de Jonge (1875-1880)
- Simon van den Berg (1880-1889)
- Abraham Bredius (1889-1909)
- Wilhelm Martin (1909-1945)
- Jan Gerrit van Gelder (1945-1946)
- Ary Bob de Vries (1946-1970)
- Sturla Jonasson Gudlaugsson (1970-1971)
- Hans Hoetink (1972-1991)
- Frits Duparc (1991-2007)
- Emilie Gordenker (2008-2019)[38]
- Renée Jongejan (interim) (1 januari 2020 - 31 maart 2020)
- Martine Gosselink (1 april 2020 - heden)